# Германия на летних Олимпийских играх 2024

## Медали
| Медаль  | Спортсмен(ы) | Вид спорта                  | Дисциплина                    | Дата       |
| ------- | --- | --------------------------- | ----------------------------- | ---------- |
| Золото  | Лукас Мертенс | Плавание                    | 400 метров вольным стилем     | 27 июля    |
| Золото  | Михаэль Юнг | Конный спорт                | Личное троеборье              | 29 июля    |
| Золото  | Фредерик Вандрес Изабель Верт Джессика фон Бредов-Верндль | Конный спорт                | Командная выездка             | 3 августа  |
| Золото  | Оливер Цайдлер | Академическая гребля        | Одиночки                      | 3 августа  |
| Золото  | Джессика фон Бредов-Верндль | Конный спорт                | Личная выездка                | 4 августа  |
| Золото  | Свенья Брункхорст Соня Грайнахер Элиза Мевиус Мари Райхерт | Баскетбол 3×3               | Женский турнир                | 5 августа  |
| Золото  | Тим Хелльвиг Лиза Терч Лассе Люрс Лаура Линдеман | Триатлон                    | Смешанная эстафета            | 5 августа  |
| Золото  | Кристиан Кукук | Конный спорт                | Личный конкур                 | 6 августа  |
| Золото  | Макс Рендшмидт Макс Лемке Якоб Шопф Том Либшер | Гребля на байдарках и каноэ | Байдарки-четвёрки, 500 метров | 8 августа  |
| Золото  | Йемиси Огунлейе | Лёгкая атлетика             | Толкание ядра                 | 9 августа  |
| Золото  | Макс Лемке Якоб Шопф | Гребля на байдарках и каноэ | Байдарки-двойки, 500 метров   | 9 августа  |
| Золото  | Дарья Варфоломеев | Художественная гимнастика   | Личное многоборье             | 9 августа  |
| Серебро | Елена Лилик | Гребной слалом              | Каноэ-одиночки                | 31 июля    |
| Серебро | Мириам Буткерайт | Дзюдо                       | До 70 кг                      | 31 июля    |
| Серебро | Флориан Унру Мишель Кроппен | Стрельба из лука            | Микст                         | 2 августа  |
| Серебро | Лео Нойгебауэр | Лёгкая атлетика             | Десятиборье                   | 3 августа  |
| Серебро | Изабель Верт | Конный спорт                | Личная выездка                | 4 августа  |
| Серебро | Паулина Пажек Юле Хаке Паулина Ягш Сара Брюслер | Гребля на байдарках и каноэ | Байдарки-четвёрки, 500 метров | 8 августа  |
| Серебро | Малайка Михамбо | Лёгкая атлетика             | Прыжки в длину                | 8 августа  |
| Серебро | Матиас Мюллер Матс Грамбуш Лукас Виндведер Никлас Веллен Йоханнес Гроссе Тиес Принц Пауль-Филипп Кауфман Тео Хинрикс Том Грамбуш Гонсало Пейльят Кристофер Рюр Юстус Вейганд Марко Мильткау Мартин Цвикер Ханс Мюллер Мальте Хельвиг Мориц Людвиг Жан Даннеберг               | Хоккей на траве             | Мужской турнир                | 8 августа  |
| Серебро | Оливер Клемет | Плавание                    | 10 км в открытой воде         | 9 августа  |
| Серебро | Эстер Хензелайт | Гольф                       | Женский турнир                | 10 августа |
| Серебро | Нильс Элерс Клеменс Виклер | Пляжный волейбол            | Мужской турнир                | 10 августа |
| Серебро | Леа Фридрих | Велоспорт                   | Трек, индивидуальный спринт   | 11 августа |
| Серебро | Давид Шпет Йоханнес Голла Лука Вицке Себастьян Хейман Юстус Фишер Юри Кнорр Юлиан Кёстер Ренарс Ущинс Кай Хефнер Тим Хорнке Андреас Вольфф Руне Дамке Лукас Мертенс Кристоф Штайнерт Марко Гргич Янник Кольбахер                                                              | Гандбол                     | Мужской турнир                | 11 августа |
| Бронза  | Изабель Мария Гозе | Плавание                    | 1500 метров вольным стилем    | 31 июля    |
| Бронза  | Пия Грайтен Леони Менцель Марен Фёльц Табеа Шендекель | Академическая гребля        | Четвёрки парные               | 31 июля    |
| Бронза  | Ноа Хегге | Гребной слалом              | Байдарки-кросс                | 5 августа  |
| Бронза  | Паулина Грабош Эмма Хинце Леа Фридрих | Велоспорт                   | Трек, командный спринт        | 5 августа  |
| Бронза  | Нельви Тиафак | Бокс                        | Свыше 92 кг                   | 7 августа  |
| Бронза  | Паулина Пажек Юле Хаке | Гребля на байдарках и каноэ | Байдарки-двойки, 500 метров   | 9 августа  |
| Бронза  | Александра Бургхардт Лиза Майер Джина Люккенкемпер Ребекка Хазе София Юнк | Лёгкая атлетика             | Эстафета 4×100 метров         | 9 августа  |
| Бронза  | Мерле Фромс Сараи Линдер Катрин Хендрих Бибиана Шульце Марина Хегеринг Янина Минге Леа Шюллер Сидни Лохман Шёке Нюскен Лаура Фрайганг Александра Попп Анн-Катрин Бергер Сара Доорзун Элиза Сенс Джулия Гвинн Юле Бранд Клара Бюль Виьвен Эндеман Фелиситас Раух Николь Аньоми | Футбол                      | Женский турнир                | 9 августа  |

| Вид спорта                  | 1  | 2  | 3 | Всего |
| Гребля на байдарках и каноэ | 2  | 2  | 2 | 6     |
| Конный спорт                | 4  | 1  | 0 | 5     |
| Лёгкая атлетика             | 1  | 2  | 1 | 4     |
| Плавание                    | 1  | 1  | 1 | 3     |
| Академическая гребля        | 1  | 0  | 1 | 2     |
| Велоспорт                   | 0  | 1  | 1 | 2     |
| Баскетбол 3×3               | 1  | 0  | 0 | 1     |
| Гимнастика художественная   | 1  | 0  | 0 | 1     |
| Триатлон                    | 1  | 0  | 0 | 1     |
| Хоккей на траве             | 0  | 1  | 0 | 1     |
| Гольф                       | 0  | 1  | 0 | 1     |
| Гандбол                     | 0  | 1  | 0 | 1     |
| Дзюдо                       | 0  | 1  | 0 | 1     |
| Пляжный волейбол            | 0  | 1  | 0 | 1     |
| Бокс                        | 0  | 0  | 1 | 1     |
| Футбол                      | 0  | 0  | 1 | 1     |
| Всего                       | 12 | 13 | 8 | 33    |

| Медали по датам | Медали по датам | Медали по датам | Медали по датам | Медали по датам | Медали по датам |
| --------------- | --------------- | --------------- | --------------- | --------------- | --------------- |
| Дата            | 1               | 2               | 3               | Всего           |                 |
| 27 июля         | 1               | 0               | 0               | 1               |                 |
| 29 июля         | 1               | 0               | 0               | 1               |                 |
| 31 июля         | 0               | 2               | 2               | 4               |                 |
| 2 августа       | 0               | 1               | 0               | 1               |                 |
| 3 августа       | 2               | 1               | 0               | 3               |                 |
| 4 августа       | 1               | 1               | 0               | 2               |                 |
| 5 августа       | 2               | 0               | 2               | 4               |                 |
| 6 августа       | 1               | 0               | 0               | 1               |                 |
| 7 августа       | 0               | 0               | 1               | 1               |                 |
| 8 августа       | 1               | 3               | 0               | 4               |                 |
| 9 августа       | 3               | 1               | 3               | 7               |                 |
| 10 августа      | 0               | 2               | 0               | 2               |                 |
| 11 августа      | 0               | 2               | 0               | 2               |                 |
| Всего           | 12              | 13              | 8               | 33              |                 |

| Мультимедалисты             | Мультимедалисты             | Мультимедалисты | Мультимедалисты | Мультимедалисты | Мультимедалисты | Мультимедалисты |
| --------------------------- | --------------------------- | --------------- | --------------- | --------------- | --------------- | --------------- |
| Спортсмен                   | Вид спорта                  | 1               | 2               | 3               | Всего           |                 |
| Макс Лемке                  | Гребля на байдарках и каноэ | 2               | 0               | 0               | 2               |                 |
| Якоб Шопф                   | Гребля на байдарках и каноэ | 2               | 0               | 0               | 2               |                 |
| Джессика фон Бредов-Верндль | Конный спорт                | 2               | 0               | 0               | 2               |                 |
| Изабель Верт                | Конный спорт                | 1               | 1               | 0               | 2               |                 |
| Леа Фридрих                 | Велоспорт                   | 0               | 1               | 1               | 2               |                 |
| Паулина Пажек               | Гребля на байдарках и каноэ | 0               | 1               | 1               | 2               |                 |
| Юле Хаке                    | Гребля на байдарках и каноэ | 0               | 1               | 1               | 2               |                 |

| Медали по полу | Медали по полу | Медали по полу | Медали по полу | Медали по полу |
| -------------- | -------------- | -------------- | -------------- | -------------- |
| Пол            | 1              | 2              | 3              | Всего          |
| Мужчины        | 6              | 5              | 2              | 13             |
| Женщины        | 4              | 7              | 6              | 17             |
| Микст          | 2              | 1              | 0              | 3              |
| Всего          | 12             | 13             | 8              | 33             |

## Квалификация
| № п/п | Вид спорта                  | Мужчины        | Мужчины                | Женщины        | Женщины                | Всего          | Всего                  |
| № п/п | Вид спорта                  | Завоевано квот | Количество спортсменов | Завоевано квот | Количество спортсменов | Завоевано квот | Количество спортсменов |
| ----- | --------------------------- | -------------- | ---------------------- | -------------- | ---------------------- | -------------- | ---------------------- |
| 1     | Академическая гребля        | 5              | 18                     | 2              | 5                      | 7              | 23                     |
| 2     | Бадминтон                   | 2              | 3                      | 1              | 1                      | 3              | 4                      |
| 3     | Баскетбол                   | 1              | 12                     | 1              | 12                     | 2              | 24                     |
| 4     | Баскетбол 3×3               |                |                        | 1              | 4                      | 1              | 4                      |
| 5     | Бокс                        | 2              | 2                      | 1              | 1                      | 3              | 3                      |
| 6     | Борьба                      | 3              | 3                      | 4              | 4                      | 7              | 7                      |
| 7     | Велоспорт                   | 14             | 12                     | 16             | 14                     | 29             | 26                     |
| 8     | Волейбол                    | 1              | 12                     |                |                        | 1              | 12                     |
| 9     | Гандбол                     | 1              | 16                     | 1              | 14                     | 2              | 30                     |
| 10    | Спортивная гимнастика       | 5              | 5                      | 3              | 3                      | 8              | 8                      |
| 11    | Художественная гимнастика   |                |                        | 3              | 7                      | 3              | 7                      |
| 12    | Гольф                       | 2              | 2                      | 2              | 2                      | 4              | 4                      |
| 13    | Гребля на байдарках и каноэ | 11             | 12                     | 11             | 12                     | 22             | 24                     |
| 14    | Дзюдо                       | 4              | 4                      | 6              | 6                      | 10             | 10                     |
| 15    | Конный спорт                | 6              | 6                      | 3              | 3                      | 12             | 9                      |
| 16    | Лёгкая атлетика             | 36             | 38                     | 30             | 35                     | 68             | 73                     |
| 17    | Настольный теннис           | 3              | 3                      | 3              | 3                      | 7              | 6                      |
| 18    | Парусный спорт              | 4              | 7                      | 4              | 7                      | 10             | 14                     |
| 19    | Плавание                    | 22             | 16                     | 12             | 10                     | 35             | 26                     |
| 20    | Пляжный волейбол            | 1              | 2                      | 2              | 4                      | 3              | 6                      |
| 21    | Прыжки в воду               | 4              | 4                      | 5              | 5                      | 9              | 9                      |
| 22    | Прыжки на батуте            | 1              | 1                      |                |                        | 1              | 1                      |
| 23    | Сёрфинг                     | 1              | 1                      | 1              | 1                      | 2              | 2                      |
| 24    | Скейтбординг                | 1              | 1                      | 1              | 1                      | 2              | 2                      |
| 25    | Современное пятиборье       | 2              | 2                      | 2              | 2                      | 4              | 4                      |
| 26    | Спортивное скалолазание     | 2              | 2                      | 1              | 1                      | 3              | 3                      |
| 27    | Стрельба                    | 5              | 5                      | 8              | 8                      | 13             | 13                     |
| 28    | Стрельба из лука            | 1              | 1                      | 4              | 3                      | 6              | 4                      |
| 29    | Теннис                      | 6              | 6                      | 6              | 4                      | 13             | 10                     |
| 30    | Триатлон                    | 3              | 3                      | 3              | 3                      | 6              | 6                      |
| 31    | Тхэквондо                   |                |                        | 1              | 1                      | 1              | 1                      |
| 32    | Фехтование                  | 1              | 1                      | 1              | 1                      | 2              | 2                      |
| 33    | Футбол                      |                |                        | 1              | 20                     | 1              | 20                     |
| 34    | Хоккей на траве             | 1              | 18                     | 1              | 18                     | 2              | 36                     |
|       | ИТОГО                       | 151            | 218                    | 141            | 215                    | 302            | 433                    |

## Состав команды
Академическая гребля
1. Оливер Цайдлер
2. Юлиус Крист
3. Зэнке Крузе
4. Йонас Гельзен[англ.]
5. Марк Вебер[англ.]
6. Антон Фингер
7. Макс Аппель[англ.]
8. Тим Оле Наске[англ.]
9. Мориц Вольф
10. Бенедикт Эгглинг[англ.]
11. Фредерик Бройер
12. Макс Йон
13. Торбен Йоханнесен
14. Олаф Роггензак[англ.]
15. Лауртис Фоллерт[англ.]
16. Вольф-Никлас Шрёдер
17. Маттес Шёнхерр
18. Йонас Визен[англ.]
19. Александра Фёстер[англ.]
20. Пия Грайтен[англ.]
21. Леони Менцель[англ.]
22. Марен Фёльц[англ.]
23. Табеа Шендекель[англ.]

 Бадминтон
1. Фабиан Рот[англ.]
2. Марк Ламсфус[англ.]
3. Марвин Зидль[англ.]
4. Ивонн Ли[англ.]

 Баскетбол
1. Исаак Бонга
2. Оскар да Силва
3. Маодо Ло
4. Нильс Гиффей
5. Ник Уайлер-Бэбб
6. Йоханнес Фойгтманн
7. Франц Вагнер
8. Даниель Тайс
9. Мориц Вагнер
10. Деннис Шрёдер
11. Йоханнес Тиман
12. Андреас Обст
13. Сату Сабалли
14. Алексис Петерсон[англ.]
15. Александра Вильке[англ.]
16. Ньяра Сабалли[англ.]*
17. Мари Гюлих
18. Леони Фибих[англ.]
19. Луиза Гайзельседер[англ.]
20. Алина Хартманн[англ.]
21. Фрида Бюхнер[англ.]
22. Эмили Бессуар[англ.]
23. Лина Зонтаг[англ.]
24. Роми Бер[англ.]

 Баскетбол 3×3
1. Свенья Брункхорст[англ.]
2. Соня Грайнахер[англ.]
3. Элиза Мевиус[англ.]
4. Мари Райхерт[англ.]

 Бокс
1. Магомед Шахидов
2. Нельви Тиафак
3. Макси Клётцер[англ.]

 Борьба
Вольная борьба
1. Эрик Тиле
2. Анастасия Блайвас
3. Анника Вендле
4. Сандра Парушевски
5. Луиза Нимеш

Греко-римская борьба
1. Лукас Лазогианис
2. Йелло Крамер

Велоспорт
 Шоссейный велоспорт
1. Нильс Политт
2. Максимилиан Шахман
3. Франциска Кох[англ.]
4. Лиана Липперт[англ.]
5. Антония Нидермайер[англ.]

 Трековый велоспорт
1. Лука Шпигель[англ.]
2. Штефан Бёттихер[англ.]
3. Максимилиан Дёрнбах[англ.]
4. Роджер Клюге
5. Тим Торн Тойтенберг[англ.]
6. Тобиас Бак-Грамко[англ.]
7. Тео Рейнхардт[англ.]
8. Паулина Грабош[англ.]
9. Эмма Хинце
10. Леа Фридрих
11. Франциска Браусе
12. Лаура Зюсемильх[англ.]
13. Лиза Кляйн[англ.]
14. Мике Крёгер[англ.]
15. Лена Шарлотта Райснер[англ.]

 Маунтинбайк
1. Юлиан Шельб[англ.]
2. Лука Шварцбауэр[англ.]
3. Нина Бенц[англ.]

 BMX
BMX-гонки
1. Филип Шауб[англ.]
2. Алина Бек[англ.]

BMX-фристайл
1. Ким Леа Мюллер[англ.]

 Волейбол
1. Кристиан Фромм[англ.]
2. Мориц Райхерт[англ.]
3. Йоханнес Тилле[англ.]
4. Георг Гроцер
5. Юдиан Зенгер[англ.]
6. Лукас Кампа
7. Антон Бреме[англ.]
8. Рубен Шотт[англ.]
9. Мориц Карлицек[англ.]
10. Тобиас Крик[англ.]
11. Тобиас Бранд[англ.]
12. Лукас Маазе[англ.]

 Гандбол
1. Давид Шпет
2. Йоханнес Голла
3. Лука Вицке
4. Себастьян Хейман[англ.]
5. Юстус Фишер
6. Юри Кнорр
7. Юлиан Кёстер
8. Ренарс Ущинс
9. Кай Хефнер
10. Тим Хорнке[англ.]
11. Андреас Вольфф
12. Руне Дамке
13. Лукас Мертенс
14. Кристоф Штайнерт[англ.]
15. Марко Гргич
16. Янник Кольбахер
17. Алина Грийзельс[англ.]
18. Майке Шмельцер[англ.]
19. Лиза Антл[англ.]
20. Ксения Смитс[англ.]
21. Эмили Бёльк[англ.]
22. Анника Лотт[англ.]
23. Сара Вахтер[англ.]
24. Юлия Майдхоф[англ.]
25. Антье Дёлль[англ.]
26. Дженни Беренд[англ.]
27. Катарина Фильтер[англ.]
28. Виола Лёйхтер[англ.]
29. Юлия Бенке[англ.]
30. Йоханна Штокшледер[англ.]

Гимнастика
 Спортивная гимнастика
1. Паскаль Брендель[англ.]
2. Лукас Даузер
3. Нильс Дункель[англ.]
4. Тимо Эдер[англ.]
5. Андреас Тоба[англ.]
6. Паулина Шефер
7. Сара Фосс[англ.]
8. Хелен Кеврич[англ.]

 Художественная гимнастика
1. Дарья Варфоломеев
2. Маргарита Колосов[англ.]
3. Аня Косан[англ.]
4. Даниелла Кромм[англ.]
5. Алина Оганесян[англ.]
6. Ханна Вестер[англ.]
7. Эмилия Викерт[англ.]

 Гольф
1. Штефан Егер[англ.]
2. Матти Шмид[англ.]
3. Эстер Хензелайт[англ.]
4. Александра Фёстерлинг[англ.]

Гребля на байдарках и каноэ
 Гребля на гладкой воде
1. Якоб Тордсен[англ.]
2. Антон Винкельман[англ.]
3. Макс Лемке
4. Якоб Шопф
5. Макс Рендшмидт
6. Том Либшер
7. Себастьян Брендель
8. Петер Кречмер
9. Тим Хекер[англ.]
10. Энья Рёсселинг[англ.]
11. Паулина Пажек
12. Юле Хаке
13. Паулина Ягш
14. Лена Рёлингс[англ.]
15. Юле Хаке
16. Сара Брюслер
17. Майке Якоб[англ.]
18. Лиза Ян[англ.]
19. Хеди Климке[англ.]

 Гребной слалом
1. Ноа Хегге[англ.]
2. Сидерис Тасиадис
3. Штефан Хенгст[англ.]
4. Рикарда Функ[англ.]
5. Елена Лилик[англ.]

 Дзюдо
1. Игорь Вандтке
2. Тимо Кавелиус[англ.]
3. Эдуард Триппель
4. Эрик Абрамов[англ.]*
5. Катарина Менц
6. Маша Бальхаус
7. Паулина Старке[англ.]
8. Мириам Буткерайт
9. Анна-Мария Вагнер
10. Рене Лухт

 Конный спорт
1. Изабель Верт
2. Джессика фон Бредов-Верндль
3. Фредерик Вандрес[англ.]
4. Михаэль Юнг
5. Юлия Краевски[англ.]
6. Кристоф Валер[англ.]
7. Кристиан Кукук[англ.]
8. Филипп Вайсхаупт[англ.]
9. Рихард Фогель[англ.]

 Лёгкая атлетика
1. Оуэн Анса[англ.]
2. Йошуа Хартман[англ.]
3. Жан Поль Бредау[англ.]
4. Роберт Фаркен[англ.]
5. Мариус Пробст[англ.]
6. Мануэль Морди[англ.]
7. Йошуа Абуаку[англ.]
8. Эмиль Ажекум[англ.]
9. Константин Прайс[англ.]
10. Карл Бебендорф[англ.]
11. Фредерик Рупперт[англ.]
12. Фельтен Шнайдер[англ.]
13. Самуэль Фитви Сибхату[англ.]
14. Аманал Петрос[англ.]
15. Рихард Рингер
16. Лео Кёпп[англ.]
17. Кристофер Линке[англ.]
18. Лукас Анса-Пепра[англ.]
19. Кевин Кранц[англ.]
20. Янник Вольф[англ.]
21. Марк Кох[англ.]
22. Мануэль Сандерс[англ.]
23. Тобиас Поти[англ.]
24. Бо Канда Лита Баэр[англ.]
25. Торбен Блех[англ.]
26. Олег Зерникель[англ.]
27. Симон Бац[англ.]
28. Макс Хесс
29. Мика Сосна[англ.]
30. Клеменс Прюфер
31. Хенрик Янссен[англ.]
32. Мерлин Хуммель[англ.]
33. Сорен Клозе[англ.]
34. Юлиан Вебер
35. Макс Денинг[англ.]
36. Никлас Кауль
37. Лео Нойгебауэр
38. Тилль Штайнфорт[англ.]
39. Джина Люккенкемпер
40. Ребекка Хазе
41. Майти Кольберг[англ.]
42. Неле Весель[англ.]
43. Ханна Клайн[англ.]
44. Каролина Крафцик[англ.]
45. Оливия Гюрт[англ.]
46. Геза Краузе
47. Леа Майер[англ.]
48. Лаура Хоттенротт[англ.]
49. Мелат Кеджета[англ.]
50. Доменика Майер[англ.]
51. Саския Файг[англ.]
52. Александра Бургхардт
53. София Юнк[англ.]
54. Лиза Майер
55. Айлен Демес[англ.]
56. Мона Майер[англ.]
57. Скади Шир[англ.]
58. Алиса Шмидт
59. Кристина Хонзель[англ.]
60. Имке Оннен[англ.]
61. Аньюли Кнеше[англ.]
62. Малайка Михамбо
63. Микаэлле Ассани[англ.]
64. Лаура Ракель Мюллер[англ.]
65. Йемиси Огунлейе
66. Катарина Майш[англ.]
67. Алина Кенцель[англ.]
68. Кристин Пуденц[англ.]
69. Клодин Вита[англ.]
70. Марике Штайнакер[англ.]
71. Кристина Хуссонг
72. Каролин Шефер[англ.]
73. Софи Вайсенберг[англ.]

 Настольный теннис
1. Данг Цю[англ.]
2. Дмитрий Овчаров
3. Тимо Болль
4. Юань Ван[англ.]
5. Нина Миттльхам[англ.]
6. Шань Сяона[англ.]

 Парусный спорт
1. Себастьян Кёрдель
2. Яннис Маус
3. Филипп Буль[англ.]
4. Якоб Меггендорфер
5. Андреас Шпрангер
6. Симон Диш
7. Пауль Кольхофф[англ.]
8. Тереза Штайнляйн
9. Леони Майер
10. Джулия Буссельберг
11. Марла Бергманн
12. Ханна Вилле
13. Анна Маркфорт
14. Алиса Штулеммер[англ.]

 Плавание
1. Артем Селин[англ.]
2. Йоша Сальхов[англ.]
3. Лукас Мертенс
4. Рафаэль Мирослав[англ.]
5. Оливер Клемет
6. Свен Шварц[англ.]*
7. Флориан Велльброк
8. Оле Брауншвайг[англ.]
9. Марек Ульрих[англ.]
10. Мелвин Имуду[англ.]
11. Лукас Матцерат[англ.]
12. Каии Уинклер[англ.]
13. Седрик Бюссинг[англ.]
14. Лука Ник Армбрустер[англ.]
15. Петер Варьязи[англ.]
16. Тимо Соргиус[англ.]
17. Юлия Мрозински[англ.]
18. Изабель Гозе[англ.]
19. Леони Мертенс[англ.]
20. Анна Элендт[англ.]*
21. Ангелина Кёлер[англ.]
22. Николь  Майер[англ.]
23. Неле Шульце[англ.]
24. Лаура Ридеманн[англ.]
25. Нина Хольт[англ.]
26. Леони Бек

 Пляжный волейбол
1. Нильс Элерс[англ.]
2. Клеменс Виклер[англ.]
3. Свенья Мюллер[нем.]
4. Цинья Тилльманн[нем.]
5. Лаура Людвиг
6. Луиза Липпман

 Прыжки в воду
1. Ларс Рюдигер
2. Мориц Веземан[англ.]
3. Тимо Бартель[англ.]
4. Яден Айкерман[англ.]
5. Лена Хентшель
6. Етте Мюллер[англ.]
7. Саския Оттингхаус[англ.]
8. Кристина Вассен
9. Паулина Пфайф[англ.]

 Прыжки на батуте
1. Фабиан Фогель[англ.]

 Сёрфинг
1. Тим Элтер[англ.]
2. Камилла Кемп[англ.]

 Скейтбординг
1. Тайлер Эдтмайер[англ.]
2. Лилли Стофазиус[англ.]

 Современное пятиборье
1. Марвин Догю[англ.]
2. Фабиан Либиг[англ.]
3. Анника Циллекенс[англ.]
4. Ребекка Лангрер[англ.]

 Спортивное скалолазание
1. Янник Флохе[англ.]
2. Александр Мегос[англ.]
3. Луция Дёрффель[англ.]

 Стрельба
1. Максимилиан Ульбрих
2. Флориан Петер[англ.]
3. Кристиан Райц
4. Робин Вальтер[англ.]
5. Свен Корте[англ.]
6. Лиза Мюллер[англ.]
7. Йолин Бер[англ.]
8. Анна Янссен[англ.]
9. Дорен Феннекамп[англ.]
10. Йозефин Эдер[англ.]
11. Катрин Мурхе[англ.]
12. Надин Мессершмидт[англ.]
13. Неле Виссмер[англ.]

 Стрельба из лука
1. Флориан Унру
2. Катарина Бауэр[англ.]
3. Мишель Кроппен
4. Шарлин Шварц

 Теннис
1. Александр Зверев
2. Ян-Леннард Штруфф
3. Доминик Кёпфер
4. Максимилиан Мартерер
5. Кевин Кравиц
6. Тим Пюц
7. Татьяна Мария
8. Лаура Зигемунд
9. Анжелика Кербер
10. Тамара Корпач

 Триатлон
1. Лассе Лурс[англ.]
2. Тим Хелльвиг[англ.]
3. Йонас Шомбург[англ.]
4. Лиза Терч[англ.]
5. Нина Эйм[англ.]
6. Лаура Линдеман[англ.]

 Тхэквондо
1. Лорена Брандл[англ.]

 Фехтование
1. Матьяш Сабо
2. Анне Зауэр[англ.]

 Футбол
1. Мерле Фромс[англ.]
2. Сараи Линдер[англ.]
3. Катрин Хендрих[англ.]
4. Бибиана Шульце[англ.]
5. Марина Хегеринг[англ.]
6. Янина Минге[англ.]
7. Леа Шюллер[англ.]*
8. Сидни Лохман[англ.]
9. Шёке Нюскен[англ.]
10. Лаура Фрайганг[англ.]
11. Александра Попп
12. Анн-Катрин Бергер[англ.]
13. Сара Доорзун
14. Элиза Сенс[англ.]
15. Джулия Гвинн
16. Юле Бранд
17. Клара Бюль[англ.]
18. Виьвен Эндеман[англ.]
19. Фелиситас Раух[англ.]
20. Николь Аньоми[англ.]

 Хоккей на траве
1. Матиас Мюллер
2. Матс Грамбуш[англ.]
3. Лукас Виндведер[англ.]
4. Никлас Веллен[англ.]
5. Йоханнес Гроссе[англ.]
6. Тиес Принц[англ.]
7. Пауль-Филипп Кауфман[англ.]
8. Тео Хинрикс[англ.]
9. Том Грамбуш[англ.]
10. Гонсало Пейльят
11. Кристофер Рюр[англ.]
12. Юстус Вейганд[англ.]
13. Марко Мильткау[англ.]
14. Мартин Цвикер[англ.]
15. Ханс Мюллер[англ.]
16. Мальте Хельвиг[англ.]
17. Мориц Людвиг[англ.]
18. Жан Даннеберг[англ.]
19. Кира Хорн
20. Амели Вортман[англ.]
21. Нике Лоренц[англ.]
22. Селин Оруц[англ.]
23. Бенедетта Венцель[англ.]
24. Анна Шрёдер[англ.]
25. Лиза Нольте[англ.]
26. Лена Михель[англ.]
27. Шарлотта Штапенгорст[англ.]
28. Натали Кубальски[англ.]
29. Соня Циммерман[англ.]
30. Сесиль Пипер[англ.]
31. Эмма Давидсмайер[англ.]
32. Виктория Хузе[англ.]
33. Фелисия Видерман[англ.]
34. Стине Курц[англ.]
35. Йетте Флешютц[англ.]
36. Линнеа Видман[англ.]

## Академическая гребля
Германия завоевала шесть квот на участие в соревнованиях по академической гребле на Чемпионате мира по академической гребле 2023 года в Белграде, Сербия и одну квоту на Финальной квалификационной регате в Люцерне, Швейцария.
Мужчины
| Спортсмен | Дисциплина       | Заезд   | Заезд    | Утеш. заезд | Утеш. заезд | Четвертьфиналы | Четвертьфиналы | Полуфиналы | Полуфиналы | Финалы  | Финалы |
| Спортсмен | Дисциплина       | Время   | Место    | Время       | Место       | Время          | Место          | Время      | Место      | Время   | Место  |
| --- | ---------------- | ------- | -------- | ----------- | ----------- | -------------- | -------------- | ---------- | ---------- | ------- | ------ |
| Оливер Цайдлер | Одиночки         | 6.54,72 | 1 QF     | —           | —           | 6.45,32        | 1 Q SA/B       | 6.35,77    | 1 Q FA     | 6.37,57 | 1      |
| Юлиус Крист Зэнке Крузе | Двойки распашные | 6.38,36 | 3 Q SA/B | —           | —           | —              | —              | 6.47,13    | 6 Q FB     | 6.28,61 | 11     |
| Йонас Гельзен Марк Вебер | Двойки парные    | 6.25,15 | 4 R      | 6.34,59     | 2 Q SA/B    | —              | —              | 6.17,69    | 4 Q FB     | 6.17,07 | 9      |
| Антон Фингер Макс Аппель Тим Оле Наске Мориц Вольф                                                                                         | Четвёрки парные  | 5.46,90 | 3 R      | 5.52,39     | 1 Q FA      | —              | —              | —          | —          | 5.50,62 | 5      |
| Бенедикт Эгглинг Фредерик Бройер Макс Йон Торбен Йоханнесен Олаф Роггензак Лауртис Фоллерт Вольф-Никлас Шрёдер Маттес Шёнхерр Йонас Визен* | Восьмёрки        | 5.41,63 | 3 R      | 5.29,17     | 2 Q FA      | —              | —              | —          | —          | 5.29,80 | 4      |

Женщины
| Спортсмен                                             | Дисциплина      | Заезд   | Заезд  | Утеш. заезд | Утеш. заезд | Четвертьфиналы | Четвертьфиналы | Полуфиналы | Полуфиналы | Финалы  | Финалы |
| Спортсмен                                             | Дисциплина      | Время   | Место  | Время       | Место       | Время          | Место          | Время      | Место      | Время   | Место  |
| ----------------------------------------------------- | --------------- | ------- | ------ | ----------- | ----------- | -------------- | -------------- | ---------- | ---------- | ------- | ------ |
| Александра Фёстер                                     | Одиночки        | 7.36,35 | 1 QF   | —           | —           | 7.30,98        | 2 Q SA/B       | 7.24,63    | 4 Q FB     | 7.23,53 | 7      |
| Пия Грайтен Леони Менцель Марен Фёльц Табеа Шендекель | Четвёрки парные | 6.15,28 | 2 Q FA | —           | —           | —              | —              | —          | —          | 6.19,70 | 3      |

Легенда: FA=Финал А (медали); FB=Финал В; FC=Финал С; FD=Финал D; FE=Финал E; FF=Финал F; SA/B=Полуфиналы A/B; SC/D=Полуфиналы C/D; SE/F=Полуфиналы E/F; QF=Четвертьфиналы; R=Утешительные заезды; *=рулевой

## Бадминтон
Германия завоевала три квоты на участие в олимпийском турнире по бадминтону в соответствии с Олимпийским рейтингом BWF.
Мужчины
| Спортсмен                 | Разряд    | Группы                                                    | Группы                         | Группы        | Группы | 1/8 финала           | Четвертьфиналы        | Полуфиналы            | Финал / За 3 место    | Финал / За 3 место    |
| Спортсмен                 | Разряд    | Соперник Счет                                             | Соперник Счет                  | Соперник Счет | Место  | Соперник Счет        | Соперник Счет         | Соперник Счет         | Соперник Счет         | Место                 |
| ------------------------- | --------- | --------------------------------------------------------- | ------------------------------ | ------------- | ------ | -------------------- | --------------------- | --------------------- | --------------------- | --------------------- |
| Фабиан Рот                | Одиночный | INDХасина Сунил Пранной П (18–21, 12–21)                  | VIEЛе Дык Фат П (10–21, 10–21) | —             | 3      | завершил выступление | завершил выступление  | завершил выступление  | завершил выступление  | завершил выступление  |
| Марк Ламсфус Марвин Зидль | Пары      | INAФаджар Альфиан Мухаммад Риан Ардианто П (13–21, 17–21) | WD                             | WD            | 3      | —                    | завершили выступление | завершили выступление | завершили выступление | завершили выступление |

Женщины
| Спортсмен | Разряд    | Группы                              | Группы                                    | Группы        | Группы | 1/8 финала            | Четвертьфиналы        | Полуфиналы            | Финал / За 3 место    | Финал / За 3 место    |
| Спортсмен | Разряд    | Соперник Счет                       | Соперник Счет                             | Соперник Счет | Место  | Соперник Счет         | Соперник Счет         | Соперник Счет         | Соперник Счет         | Место                 |
| --------- | --------- | ----------------------------------- | ----------------------------------------- | ------------- | ------ | --------------------- | --------------------- | --------------------- | --------------------- | --------------------- |
| Ивонн Ли  | Одиночный | CHNЧень Юфей П (14–21, 21–17, 9-21) | DENМиа Блихфельдт П (14–21, 21–14, 12-21) | —             | 3      | завершила выступление | завершила выступление | завершила выступление | завершила выступление | завершила выступление |

## Баскетбол
Мужская баскетбольная команда Германии завоевала право участвовать в олимпийском турнире, выиграв Чемпионат мира по баскетболу 2023 года. Женская сборная Германии завоевала право участвовать в олимпийском турнире, заняв второе место в отборочном турнире в Белене, Бразилия.
| Команда  | Соревнование   | Групповая стадия | Групповая стадия | Групповая стадия | Групповая стадия | Четвертьфиналы  | Полуфиналы            | Финал / Матч за 3 место | Финал / Матч за 3 место |
| Команда  | Соревнование   | Соперник Счёт    | Соперник Счёт    | Соперник Счёт    | Место            | Соперник Счёт   | Соперник Счёт         | Соперник Счёт           | Место                   |
| -------- | -------------- | ---------------- | ---------------- | ---------------- | ---------------- | --------------- | --------------------- | ----------------------- | ----------------------- |
| Германия | Мужской турнир | Япония В 97–77   | Бразилия В 86–73 | Франция В 85–71  | 1 Q              | Греция В 76–63  | Франция П 69–73       | Сербия П 83–93          | 4                       |
| Германия | Женский турнир | Бельгия В 83–69  | Япония В 75–64   | США П 68–87      | 2 Q              | Франция П 71–84 | завершили выступление | завершили выступление   | завершили выступление   |

### Мужской турнир
Состав команды
Предварительный состав из 16 игроков был опубликован 4 июня 2024 года. Окончательный состав был объявлен 12 июля 2024 года.
| Перейти к шаблону «Состав сборной Германии по баскетболу» | Состав сборной Германии по баскетболу |  |

| Поз. | №  | Имя                | Дата рождения (возраст)   | Рост   | Клуб                |
| ---- | -- | ------------------ | ------------------------- | ------ | ------------------- |
| ЛФ   | 0  | Исаак Бонга        | 8 ноября 1999 (24 года)   | 203 см | Партизан            |
| ТФ   | 1  | Оскар да Силва     | 21 сентября 1998 (25 лет) | 206 см | Барселона           |
| РЗ   | 4  | Маодо Ло           | 31 декабря 1992 (31 год)  | 191 см | Олимпия Милан       |
| Ф    | 5  | Нильс Гиффей       | 8 июня 1991 (33 года)     | 200 см | Бавария             |
| З    | 6  | Ник Уайлер-Бэбб    | 12 декабря 1995 (28 лет)  | 196 см | Бавария             |
| Ц    | 7  | Йоханнес Фойгтманн | 30 сентября 1992 (31 год) | 211 см | Олимпия Милан       |
| З/Ф  | 9  | Франц Вагнер       | 27 августа 2001 (22 года) | 208 см | Орландо Мэджик      |
| Ф/Ц  | 10 | Даниель Тайс       | 4 апреля 1992 (32 года)   | 203 см | Нью-Орлеан Пеликанс |
| Ф/Ц  | 13 | Мориц Вагнер       | 26 апреля 1997 (27 лет)   | 211 см | Орландо Мэджик      |
| РЗ   | 17 | Деннис Шрёдер (К)  | 15 сентября 1993 (30 лет) | 185 см | Бруклин Нетс        |
| ТФ   | 32 | Йоханнес Тиман     | 9 февраля 1994 (30 лет)   | 205 см | Гумма Крейн Тандерз |
| АЗ   | 42 | Андреас Обст       | 13 июля 1996 (28 лет)     | 191 см | Бавария             |

Групповой этап
| Поз | Команда     | И | В | П | ОЗ  | ОП  | РО  | О | Квалификация  |
| --- | ----------- | - | - | - | --- | --- | --- | - | ------------- |
| 1   | Германия    | 3 | 3 | 0 | 268 | 221 | +47 | 6 | Четвертьфинал |
| 2   | Франция (Х) | 3 | 2 | 1 | 243 | 241 | +2  | 5 | Четвертьфинал |
| 3   | Бразилия    | 3 | 1 | 2 | 241 | 248 | −7  | 4 | Четвертьфинал |
| 4   | Япония      | 3 | 0 | 3 | 251 | 293 | −42 | 3 |               |

| 27 июля 2024 13:30 | Отчёт | Германия                   | 97 : 77  | Япония       | Пьер Моруа, Лилль Зрителей: 26 991 Судьи: Антонио Конде (Испания), Борис Крейич (Словения), Эми Боннер (США) |
| 27 июля 2024 13:30 | Отчёт | 28:21, 24:23, 22:17, 23:16 |          |              | Пьер Моруа, Лилль Зрителей: 26 991 Судьи: Антонио Конде (Испания), Борис Крейич (Словения), Эми Боннер (США) |
| 27 июля 2024 13:30 | Отчёт | Ф. Вагнер 22               | Очки     | Хатимура 20  | Пьер Моруа, Лилль Зрителей: 26 991 Судьи: Антонио Конде (Испания), Борис Крейич (Словения), Эми Боннер (США) |
| 27 июля 2024 13:30 | Отчёт | Тайс 7                     | Подборы  | Хоукинсон 11 | Пьер Моруа, Лилль Зрителей: 26 991 Судьи: Антонио Конде (Испания), Борис Крейич (Словения), Эми Боннер (США) |
| 27 июля 2024 13:30 | Отчёт | Шрёдер 12                  | Передачи | Кавамура 7   | Пьер Моруа, Лилль Зрителей: 26 991 Судьи: Антонио Конде (Испания), Борис Крейич (Словения), Эми Боннер (США) |

| 30 июля 2024 21:00 | Отчёт | Бразилия                   | 73 : 86  | Германия    | Пьер Моруа, Лилль Зрителей: 23 884 Судьи: Антонио Конде (Испания), Омар Бермудес (Мексика), Гатис Салиньш (Латвия) |
| 30 июля 2024 21:00 | Отчёт | 10:22, 30:18, 11:20, 22:26 |          |             | Пьер Моруа, Лилль Зрителей: 23 884 Судьи: Антонио Конде (Испания), Омар Бермудес (Мексика), Гатис Салиньш (Латвия) |
| 30 июля 2024 21:00 | Отчёт | Дос Сантос 18              | Очки     | Шрёдер 20   | Пьер Моруа, Лилль Зрителей: 23 884 Судьи: Антонио Конде (Испания), Омар Бермудес (Мексика), Гатис Салиньш (Латвия) |
| 30 июля 2024 21:00 | Отчёт | Мейндл 6                   | Подборы  | Фойгтманн 8 | Пьер Моруа, Лилль Зрителей: 23 884 Судьи: Антонио Конде (Испания), Омар Бермудес (Мексика), Гатис Салиньш (Латвия) |
| 30 июля 2024 21:00 | Отчёт | Дос Сантос 8               | Передачи | Шрёдер 6    | Пьер Моруа, Лилль Зрителей: 23 884 Судьи: Антонио Конде (Испания), Омар Бермудес (Мексика), Гатис Салиньш (Латвия) |

| 2 августа 2024 21:00 | Отчёт | Франция                   | 71 : 85  | Германия             | Пьер Моруа, Лилль Зрителей: 26 860 Судьи: Антонио Конде (Испания), Хуан Фернандес (Аргентина), Андрес Бартель (Уругвай) |
| 2 августа 2024 21:00 | Отчёт | 18:24, 9:24, 19:21, 25:16 |          |                      | Пьер Моруа, Лилль Зрителей: 26 860 Судьи: Антонио Конде (Испания), Хуан Фернандес (Аргентина), Андрес Бартель (Уругвай) |
| 2 августа 2024 21:00 | Отчёт | Вембаньяма 14             | Очки     | Ф. Вагнер, Шрёдер 26 | Пьер Моруа, Лилль Зрителей: 26 860 Судьи: Антонио Конде (Испания), Хуан Фернандес (Аргентина), Андрес Бартель (Уругвай) |
| 2 августа 2024 21:00 | Отчёт | Вембаньяма 12             | Подборы  | Тайс 8               | Пьер Моруа, Лилль Зрителей: 26 860 Судьи: Антонио Конде (Испания), Хуан Фернандес (Аргентина), Андрес Бартель (Уругвай) |
| 2 августа 2024 21:00 | Отчёт | Батюм 3                   | Передачи | Шрёдер 9             | Пьер Моруа, Лилль Зрителей: 26 860 Судьи: Антонио Конде (Испания), Хуан Фернандес (Аргентина), Андрес Бартель (Уругвай) |

Четвертьфиналы
| 6 августа 2024 11:00 | Отчёт | Германия                   | 76 : 63  | Греция        | Аккор Арена, Париж Зрителей: 12 288 Судьи: Роберто Васкес (Пуэрто-Рико), Мартиньш Козловскис (Латвия), Хонни Батиста (Пуэрто-Рико) |
| 6 августа 2024 11:00 | Отчёт | 11:21, 25:15, 23:16, 17:11 |          |               | Аккор Арена, Париж Зрителей: 12 288 Судьи: Роберто Васкес (Пуэрто-Рико), Мартиньш Козловскис (Латвия), Хонни Батиста (Пуэрто-Рико) |
| 6 августа 2024 11:00 | Отчёт | Ф. Вагнер 18               | Очки     | Адетокунбо 22 | Аккор Арена, Париж Зрителей: 12 288 Судьи: Роберто Васкес (Пуэрто-Рико), Мартиньш Козловскис (Латвия), Хонни Батиста (Пуэрто-Рико) |
| 6 августа 2024 11:00 | Отчёт | Тайс 8                     | Подборы  | Папаниколау 8 | Аккор Арена, Париж Зрителей: 12 288 Судьи: Роберто Васкес (Пуэрто-Рико), Мартиньш Козловскис (Латвия), Хонни Батиста (Пуэрто-Рико) |
| 6 августа 2024 11:00 | Отчёт | Шрёдер 8                   | Передачи | Адетокунбо 3  | Аккор Арена, Париж Зрителей: 12 288 Судьи: Роберто Васкес (Пуэрто-Рико), Мартиньш Козловскис (Латвия), Хонни Батиста (Пуэрто-Рико) |

Полуфиналы
| 8 августа 2024 17:30 | Отчёт | Франция                   | 73 : 69  | Германия  | Аккор Арена, Париж Зрителей: 12 454 Судьи: Антонио Конде (Испания), Борис Креийч (Словения), Войцех Лишка (Польша) |
| 8 августа 2024 17:30 | Отчёт | 18:25, 15:8, 23:17, 17:19 |          |           | Аккор Арена, Париж Зрителей: 12 454 Судьи: Антонио Конде (Испания), Борис Креийч (Словения), Войцех Лишка (Польша) |
| 8 августа 2024 17:30 | Отчёт | Ябуселе 17                | Очки     | Шрёдер 18 | Аккор Арена, Париж Зрителей: 12 454 Судьи: Антонио Конде (Испания), Борис Креийч (Словения), Войцех Лишка (Польша) |
| 8 августа 2024 17:30 | Отчёт | три игрока 7              | Подборы  | Тайс 11   | Аккор Арена, Париж Зрителей: 12 454 Судьи: Антонио Конде (Испания), Борис Креийч (Словения), Войцех Лишка (Польша) |
| 8 августа 2024 17:30 | Отчёт | Вембаньяма 4              | Передачи | Тайс 6    | Аккор Арена, Париж Зрителей: 12 454 Судьи: Антонио Конде (Испания), Борис Креийч (Словения), Войцех Лишка (Польша) |

Матч за 3 место
| 10 августа 2024 11:00 | Отчёт | Германия                   | 83 : 93  | Сербия          | Аккор Арена, Париж Зрителей: 12 406 Судьи: Мэттью Каллио (Канада), Йоан Россо (Франция), Хонни Батиста (Пуэрто-Рико) |
| 10 августа 2024 11:00 | Отчёт | 21:30, 17:16, 25:26, 20:21 |          |                 | Аккор Арена, Париж Зрителей: 12 406 Судьи: Мэттью Каллио (Канада), Йоан Россо (Франция), Хонни Батиста (Пуэрто-Рико) |
| 10 августа 2024 11:00 | Отчёт | Ф. Вагнер 18               | Очки     | Йокич, Мицич 19 | Аккор Арена, Париж Зрителей: 12 406 Судьи: Мэттью Каллио (Канада), Йоан Россо (Франция), Хонни Батиста (Пуэрто-Рико) |
| 10 августа 2024 11:00 | Отчёт | Ф. Вагнер 9                | Подборы  | Йокич 12        | Аккор Арена, Париж Зрителей: 12 406 Судьи: Мэттью Каллио (Канада), Йоан Россо (Франция), Хонни Батиста (Пуэрто-Рико) |
| 10 августа 2024 11:00 | Отчёт | Уайлер-Бэбб, Шрёдер 6      | Передачи | Йокич 11        | Аккор Арена, Париж Зрителей: 12 406 Судьи: Мэттью Каллио (Канада), Йоан Россо (Франция), Хонни Батиста (Пуэрто-Рико) |

### Женский турнир
Состав команды
Состав команды был объявлен 15 июля 2024 года.
Тренер:  Лиза Томаидис
- Сату Сабалли Ф
- Алексис Петерсон[англ.] РЗ
- Александра Вильке[англ.] З
- Ньяра Сабалли[англ.]* ТФ
- Мари Гюлих (К) ТФ
- Леони Фибих[англ.] АЗ
- Луиза Гайзельседер[англ.] Ц
- Алина Хартманн[англ.] ЛФ
- Фрида Бюхнер[англ.] ТФ
- Эмили Бессуар[англ.] ЛФ
- Лина Зонтаг[англ.] РЗ
- Роми Бер[англ.] ЛФ

Групповой этап
| Поз | Команда  | И | В | П | ОЗ  | ОП  | РО  | О | Квалификация                                                |
| --- | -------- | - | - | - | --- | --- | --- | - | ----------------------------------------------------------- |
| 1   | США      | 3 | 3 | 0 | 276 | 218 | +58 | 6 | Четвертьфинал                                               |
| 2   | Германия | 3 | 2 | 1 | 226 | 220 | +6  | 5 | Четвертьфинал                                               |
| 3   | Бельгия  | 3 | 1 | 2 | 228 | 228 | 0   | 4 | Команда имеет шанс пройти в четвертьфинал согласно рейтингу |
| 4   | Япония   | 3 | 0 | 3 | 198 | 262 | −64 | 3 |                                                             |

| 29 июля 2024 13:30 v | Отчёт | Германия                   | 83:69    | Бельгия     | Пьер Моруа, Лилль Зрителей: 20211 Судьи: Мартин Вулич (Хорватия), Карлос Перальта (Эквадор), Ян Давидсон (Молдова) |
| 29 июля 2024 13:30 v | Отчёт | 25:11, 21:14, 14:17, 23:27 |          |             | Пьер Моруа, Лилль Зрителей: 20211 Судьи: Мартин Вулич (Хорватия), Карлос Перальта (Эквадор), Ян Давидсон (Молдова) |
| 29 июля 2024 13:30 v | Отчёт | Сабалли 17                 | Очки     | Миссеман 25 | Пьер Моруа, Лилль Зрителей: 20211 Судьи: Мартин Вулич (Хорватия), Карлос Перальта (Эквадор), Ян Давидсон (Молдова) |
| 29 июля 2024 13:30 v | Отчёт | Гюлих 7                    | Подборы  | Линскенс 6  | Пьер Моруа, Лилль Зрителей: 20211 Судьи: Мартин Вулич (Хорватия), Карлос Перальта (Эквадор), Ян Давидсон (Молдова) |
| 29 июля 2024 13:30 v | Отчёт | Петерсон 8                 | Передачи | Ванло 6     | Пьер Моруа, Лилль Зрителей: 20211 Судьи: Мартин Вулич (Хорватия), Карлос Перальта (Эквадор), Ян Давидсон (Молдова) |

| 1 августа 2024 11:00 v | Отчёт | Япония                     | 64 : 75  | Германия                  | Пьер Моруа, Лилль Зрителей: 20962 Судьи: Гатис Салиньш (Латвия), Виола Георгий (Норвегия), Евгений Михеев (Казахстан) |
| 1 августа 2024 11:00 v | Отчёт | 16:21, 20:21, 13:17, 15:16 |          |                           | Пьер Моруа, Лилль Зрителей: 20962 Судьи: Гатис Салиньш (Латвия), Виола Георгий (Норвегия), Евгений Михеев (Казахстан) |
| 1 августа 2024 11:00 v | Отчёт | Такада 15                  | Очки     | Сабалли 3                 | Пьер Моруа, Лилль Зрителей: 20962 Судьи: Гатис Салиньш (Латвия), Виола Георгий (Норвегия), Евгений Михеев (Казахстан) |
| 1 августа 2024 11:00 v | Отчёт | Акахо 8                    | Подборы  | Гюлих, Гейзельзодер по 10 | Пьер Моруа, Лилль Зрителей: 20962 Судьи: Гатис Салиньш (Латвия), Виола Георгий (Норвегия), Евгений Михеев (Казахстан) |
| 1 августа 2024 11:00 v | Отчёт | Матида 9                   | Передачи | Фибих 6                   | Пьер Моруа, Лилль Зрителей: 20962 Судьи: Гатис Салиньш (Латвия), Виола Георгий (Норвегия), Евгений Михеев (Казахстан) |

| 4 августа 2024 17:15 v | Отчёт | Германия                   | 68 : 87  | США                | Пьер Моруа, Лилль Зрителей: 25844 Судьи: Хулио Анайя (Панама), Гатинс Салиньш (Латвия), Виола Георгий (Норвегия) |
| 4 августа 2024 17:15 v | Отчёт | 19:16, 10:25, 17:28, 22:18 |          |                    | Пьер Моруа, Лилль Зрителей: 25844 Судьи: Хулио Анайя (Панама), Гатинс Салиньш (Латвия), Виола Георгий (Норвегия) |
| 4 августа 2024 17:15 v | Отчёт | Сабалли 15                 | Очки     | Янг 19             | Пьер Моруа, Лилль Зрителей: 25844 Судьи: Хулио Анайя (Панама), Гатинс Салиньш (Латвия), Виола Георгий (Норвегия) |
| 4 августа 2024 17:15 v | Отчёт | Гейзельзодер 8             | Подборы  | Коллиер 7          | Пьер Моруа, Лилль Зрителей: 25844 Судьи: Хулио Анайя (Панама), Гатинс Салиньш (Латвия), Виола Георгий (Норвегия) |
| 4 августа 2024 17:15 v | Отчёт | Петерсон 4                 | Передачи | четыре игрока по 5 | Пьер Моруа, Лилль Зрителей: 25844 Судьи: Хулио Анайя (Панама), Гатинс Салиньш (Латвия), Виола Георгий (Норвегия) |

Четвертьфиналы
| 7 августа 2024 18:00 v | протокол | Германия                   | 71 : 84  | Франция     | Аккор Арена, Париж Зрителей: 12399 Судьи: Эми Буннер (США), Карлос Перальта (Эквадор), Бланка Барнс (США) |
| 7 августа 2024 18:00 v | протокол | 19:23, 14:22, 16:21, 22:18 |          |             | Аккор Арена, Париж Зрителей: 12399 Судьи: Эми Буннер (США), Карлос Перальта (Эквадор), Бланка Барнс (США) |
| 7 августа 2024 18:00 v | протокол | Сабалли 20                 | Очки     | Йоханнес 24 | Аккор Арена, Париж Зрителей: 12399 Судьи: Эми Буннер (США), Карлос Перальта (Эквадор), Бланка Барнс (США) |
| 7 августа 2024 18:00 v | протокол | Сабалли 13                 | Подборы  | Уильямс 6   | Аккор Арена, Париж Зрителей: 12399 Судьи: Эми Буннер (США), Карлос Перальта (Эквадор), Бланка Барнс (США) |
| 7 августа 2024 18:00 v | протокол | Фибих, Петерсон по 3       | Передачи | Уильямс 5   | Аккор Арена, Париж Зрителей: 12399 Судьи: Эми Буннер (США), Карлос Перальта (Эквадор), Бланка Барнс (США) |

## Баскетбол 3×3
Женская сборная Германия по баскетболу 3х3 завоевала право выступить в олимпийском турнире, войдя в число трех лучших команд на Олимпийском квалификационном турнире 2024 года в Дебрецене, Венгрия.
| Команда  | Соревнование   | Групповая стадия | Групповая стадия  | Групповая стадия | Групповая стадия   | Групповая стадия | Групповая стадия | Групповая стадия | Групповая стадия | Четвертьфиналы | Полуфиналы     | Финал / Матч за 3 место | Финал / Матч за 3 место |
| Команда  | Соревнование   | Соперник Счёт    | Соперник Счёт     | Соперник Счёт    | Соперник Счёт      | Соперник Счёт    | Соперник Счёт    | Соперник Счёт    | Место            | Соперник Счёт  | Соперник Счёт  | Соперник Счёт           | Место                   |
| -------- | -------------- | ---------------- | ----------------- | ---------------- | ------------------ | ---------------- | ---------------- | ---------------- | ---------------- | -------------- | -------------- | ----------------------- | ----------------------- |
| Германия | Женщины турнир | США В 17–13      | Австралия П 19–21 | Канада В 19–15   | Азербайджан В 12–8 | Китай В 18–15    | Франция В 14–13  | Испания В 18–15  | 1 SF             | —              | Канада В 16–15 | Испания В 17–16         | 1                       |

#### Женский турнир
Состав команды
- Свенья Брункхорст[англ.]
- Соня Грайнахер[англ.]
- Элиза Мевиус[англ.]
- Мари Райхерт[англ.]

Групповой этап
| Поз | Команда     | И | В | П | ОЗ  | ОП  | РО  | Квалификация  |
| --- | ----------- | - | - | - | --- | --- | --- | ------------- |
| 1   | Германия    | 7 | 6 | 1 | 117 | 100 | +17 | Полуфинал     |
| 2   | Испания     | 7 | 4 | 3 | 115 | 114 | +1  | Полуфинал     |
| 3   | США         | 7 | 4 | 3 | 108 | 109 | −1  | Четвертьфинал |
| 4   | Канада      | 7 | 4 | 3 | 129 | 112 | +17 | Четвертьфинал |
| 5   | Австралия   | 7 | 4 | 3 | 127 | 122 | +5  | Четвертьфинал |
| 6   | Китай       | 7 | 2 | 5 | 107 | 123 | −16 | Четвертьфинал |
| 7   | Азербайджан | 7 | 2 | 5 | 106 | 123 | −17 |               |
| 8   | Франция (Х) | 7 | 2 | 5 | 99  | 105 | −6  |               |

| 30 июля 2024 17:30 v |  | США | 17 :13 | Германия | Площадь Согласия |

| 31 июля 2024 17:30 v |  | Австралия | 21 : 19 | Германия | Площадь Согласия |

| 1 августа 2024 9:30 v |  | Германия | 19 : 15 | Канада | Площадь Согласия |

| 1 августа 2024 18:30 v |  | Германия | 12 : 8 | Азербайджан | Площадь Согласия |

| 2 августа 2024 9:00 v |  | Германия | 15 : 18 | Китай | Площадь Согласия |

| 2 августа 2024 21:30 v |  | Германия | 14 : 13 | Франция | Площадь Согласия |

| 3 августа 2024 18:00 v |  | Испания | 15 : 18 | Германия | Площадь Согласия |

Полуфиналы
| 5 августа 2024 18:30 v | протокол | Германия | 16 : 15 | Канада | Площадь Согласия |

Финал
| 5 августа 2024 22:00 v | [ протокол] | Германия | 17 : 16 | Испания | Площадь Согласия |

## Бокс
Германия завоевала по одному месту в мужской и женский олимпийские турниры по боксу на Первом мировом квалификационном турнире 2024 года в Бусто-Арсицио, Италия. Еще одно место в мужской турнир Германия получила в результате перераспределения квот.
| Спортсмен       | Категория           | 1/16 финала            | 1/8 финала                  | Четвертьфиналы        | Полуфиналы               | Финал                 | Финал                 |
| Спортсмен       | Категория           | Соперник Результат     | Соперник Результат          | Соперник Результат    | Соперник Результат       | Соперник Результат    | Место                 |
| --------------- | ------------------- | ---------------------- | --------------------------- | --------------------- | ------------------------ | --------------------- | --------------------- |
| Магомед Шахидов | Мужчины до 71 кг    | MOZТиаго Муханга П 1–4 | завершил выступление        | завершил выступление  | завершил выступление     | завершил выступление  | завершил выступление  |
| Нельви Тиафак   | Мужчины свыше 92 кг | —                      | AZEМухаммад Абдуллаев В 5–0 | ITAДиего Ленци В 5–0  | UZBБаходир Жалолов П 0–5 | —                     | 3                     |
| Макси Клётцер   | Женщины до 50 кг    | INDНикхат Зарин П 0–5  | завершила выступление       | завершила выступление | завершила выступление    | завершила выступление | завершила выступление |

## Борьба
Германия завоевала одно место в женской вольной борьбе на Чемпионате мира по борьбе 2023 года в Белграде, Сербия, по одному месту в греко-римской борьбе и женской вольной борьбе на Европейском квалификационном турнире по борьбе 2024 года в Баку, Азербайджан, по одному месту в мужской и женской вольной борьбе и в греко-римской борьбе на Мировом квалификационном турнире 2024 года в Стамбуле, Турция. Седьмую суммарную квоту, четвертую в женский турнир, Германия получила в результате перераспределения квот.
Вольная борьба
| Спортсмен         | Категория        | 1/8 финала                  | Четвертьфиналы          | Полуфиналы            | Утешит. поединки          | Финал /За 3 место     | Финал /За 3 место     |
| Спортсмен         | Категория        | Соперник Результат          | Соперник Результат      | Соперник Результат    | Соперник Результат        | Соперник Результат    | Место                 |
| ----------------- | ---------------- | --------------------------- | ----------------------- | --------------------- | ------------------------- | --------------------- | --------------------- |
| Эрик Тиле         | Мужчины до 97 кг | CUBАртуро Силот П 0–5       | завершил выступление    | завершил выступление  | завершил выступление      | завершил выступление  | завершил выступление  |
| Анастасия Блайвас | Женщины до 50 кг | AZEМария Стадник П 2–6      | завершила выступление   | завершила выступление | завершила выступление     | завершила выступление | завершила выступление |
| Анника Вендле     | Женщины до 53 кг | GREМария Преволараки} В 3–2 | TURЗейнеп Йетгил В 3F–5 | ECUЛусия Епес П 0–10  | —                         | PRKЦой Хёгён П 0–10   | 5                     |
| Сандра Парушевски | Женщины до 57 кг | MDAАнастасия Никита П 0–9   | —                       | —                     | BRAДжулия Пенальбер П 0–7 | завершила выступление | завершила выступление |
| Луиза Нимеш       | Женщины до 62 кг | KORЛи Хан Бит В 3–0         | NORГрейс Буллен П 0–10  | завершила выступление | завершила выступление     | завершила выступление | завершила выступление |

Греко-римская борьба
| Спортсмен        | Категория         | 1/8 финала                | Четвертьфиналы        | Полуфиналы            | Утешит. поединки      | Финал /За 3 место     | Финал /За 3 место     |
| Спортсмен        | Категория         | Соперник Результат        | Соперник Результат    | Соперник Результат    | Соперник Результат    | Соперник Результат    | Место                 |
| ---------------- | ----------------- | ------------------------- | --------------------- | --------------------- | --------------------- | --------------------- | --------------------- |
| Лукас Лазогианис | Мужчины до 97 кг  | CUBГабриэль Росильо П 5–7 | завершил выступление  | завершил выступление  | завершил выступление  | завершил выступление  | завершил выступление  |
| Йелло Крамер     | Мужчины до 130 кг | CHNМэн Линчжэ П 1–4       | завершила выступление | завершила выступление | завершила выступление | завершила выступление | завершила выступление |

Легенда:F — Победа за туше

## Велоспорт

### Шоссейные велогонки
Германия получила по рейтингу UCI два места в мужской и три места в женской групповых гонках на шоссе, а также по одному месту в мужской и женской индивидуальных гонках с раздельным стартом. Еще одно место в женской индивидуальной гонке Германия получила по результатам Чемпионата мира по шоссейным велогонкам 2023 года в Глазго, Великобритания.
Мужчины
| Спортсмен          | Дисциплина                 | Время    | Место |
| ------------------ | -------------------------- | -------- | ----- |
| Нильс Политт       | Групповая гонка            | 6:39.29  | 70    |
| Максимилиан Шахман | Групповая гонка            | 6:21.54  | 28    |
| Максимилиан Шахман | Гонка с раздельным стартом | 37.50,71 | 9     |

Женщины
| Спортсмен          | Дисциплина                 | Время    | Место |
| ------------------ | -------------------------- | -------- | ----- |
| Франциска Кох      | Групповая гонка            | 4:07.16  | 40    |
| Лиана Липперт      | Групповая гонка            | 4:03.27  | 16    |
| Антония Нидермайер | Групповая гонка            | 4:40.23  | 32    |
| Мике Крёгер        | Гонка с раздельным стартом | 42.28,12 | 13    |
| Антония Нидермайер | Гонка с раздельным стартом | 42.53,79 | 15    |

### Велотрек
Германия завоевала в соответствии с олимпийским рейтингом UCI максимальное количество мест в гонках на велотреке, получив право выставить команды из четырех человек в мужских и женских дисциплинах преследования, а также команды из трех человек в мужских и женских спринтерских дисциплинах.
Командный спринт
| Спортсмен                                        | Дисциплина | Квалификация | Квалификация | Полуфиналы              | Полуфиналы | Финал               | Финал |
| Спортсмен                                        | Дисциплина | Время        | Место        | Соперник Время          | Место      | Соперник Время      | Место |
| ------------------------------------------------ | ---------- | ------------ | ------------ | ----------------------- | ---------- | ------------------- | ----- |
| Лука Шпигель Штефан Бёттихер Максимилиан Дёрнбах | Мужчины    | 43,009       | 7            | Великобритания · 42,348 | 4          | Япония · 42,280     | 6     |
| Паулина Грабош Эмма Хинце Леа Фридрих            | Женщины    | 45,644       | 3            | Мексика · 45,377        | 3 Q FB     | Нидерланды · 45,400 | 3     |

Легенды: FA=Финал; FB=За 3 место
Спринт
| Спортсмен           | Дисциплина | Квалификация | Квалификация | 1/32 финала             | Утеш. 1/32                        | 1/16 финала            | Утеш. 1/16           | 1/8 финала           | Утеш. 1/8            | Четвертьфиналы               | Полуфиналы                     | Финал / За 3 место                                                     | Финал / За 3 место   |                      |
| Спортсмен           | Дисциплина | Время        | Место        | Соперник Результат      | Соперник Результат                | Соперник Результат     | Соперник Результат   | Соперник Результат   | Соперник Результат   | Соперник Результат           | Соперник Результат             | Соперник Результат                                                     | Место                |                      |
| ------------------- | ---------- | ------------ | ------------ | ----------------------- | --------------------------------- | ---------------------- | -------------------- | -------------------- | -------------------- | ---------------------------- | ------------------------------ | ---------------------------------------------------------------------- | -------------------- | -------------------- |
| Лука Шпигель        | Мужчины    | 9,479        | 15 Q         | MASАзизульхасни Аванг П | SURЯир Чон Эн Фа CHNЧжоу Юй П     | завершил выступление   | завершил выступление | завершил выступление | завершил выступление | завершил выступление         | завершил выступление           | завершил выступление                                                   | завершил выступление | завершил выступление |
| Максимилиан Дёрнбах | Мужчины    | 9,655        | 24 Q         | NEDХарри Лаврейсен П    | JPNЮта Обара FRAСебастьен Вижье П | завершил выступление   | завершил выступление | завершил выступление | завершил выступление | завершил выступление         | завершил выступление           | завершил выступление                                                   | завершил выступление | завершил выступление |
| Эмма Хинце          | Женщины    | 10,198       | 6 Q          | MEXЮли Вердуго В Q      | —                                 | AUSКристина Клонан В Q | —                    | JPNМина Сато В Q     | —                    | NZLЭллесс Эндрюс П 0–2 Q 5-8 | —                              | Финал за 5-8 места CANКелси Митчелл COLМарта Байона GBRСофи Кейпвелл П | 6                    |                      |
| Леа Фридрих         | Женщины    | 10,029 WR    | 1 Q          | BELЖюли Николаес В Q    | —                                 | CANЛорьян Жене В Q     | —                    | COLМарта Байона В Q  | —                    | CANКелси Митчелл В 2–0 Q     | NEDХетти ван де Вау В 2–1 Q FA | NZLЭллесс Эндрюс П 0–2                                                 | 2                    |                      |

Кейрин
| Спортсмен           | Дисциплина | Раунд 1 | Утеш. | Четвертьфиналы       | Полуфиналы           | Финал                |
| Спортсмен           | Дисциплина | Место   | Место | Место                | Место                | Место                |
| ------------------- | ---------- | ------- | ----- | -------------------- | -------------------- | -------------------- |
| Максимилиан Дёрнбах | Мужчины    | 6 R     | 4     | завершил выступление | завершил выступление | завершил выступление |
| Лука Шпигель        | Мужчины    | 6 R     | 2 Q   | 4 Q                  | DNF Q FB             | 9                    |
| Эмма Хинце          | Женщины    | 1 Q     | —     | 2 Q                  | 3 Q FA               | 5                    |
| Леа Фридрих         | Женщины    | 2 Q     | —     | 1 Q                  | 6 Q FB               | 7                    |

Командное преследование
| Спортсмен                                                        | Дисциплина | Квалификация | Квалификация | 1 круг                | 1 круг                | Финал                 | Финал                 |
| Спортсмен                                                        | Дисциплина | Время        | Место        | Соперник Результат    | Место                 | Соперник Результат    | Место                 |
| ---------------------------------------------------------------- | ---------- | ------------ | ------------ | --------------------- | --------------------- | --------------------- | --------------------- |
| Роджер Клюге Тим Торн Тойтенберг Тобиас Бак-Грамко Тео Рейнхардт | Мужчины    | 3.50,083     | 9            | завершили выступление | завершили выступление | завершили выступление | завершили выступление |
| Франциска Браусе Лаура Зюсемильх Лиза Кляйн Мике Крёгер          | Женщины    | 4.08,313     | 5 q          | Канада · В 4.07,908   | 5 Q FC                | Франция · П 4.08,349  | 6                     |

Омниум
| Спортсмен           | Дисциплина | Скрэтч | Скрэтч | Темповая гонка | Темповая гонка | Гонка с выбыванием | Гонка с выбыванием | Гонка по очкам | Гонка по очкам | Всего | Всего |
| Спортсмен           | Дисциплина | Очки   | Место  | Очки           | Место          | Очки               | Место              | Очки           | Место          | Очки  | Место |
| ------------------- | ---------- | ------ | ------ | -------------- | -------------- | ------------------ | ------------------ | -------------- | -------------- | ----- | ----- |
| Тим Торн Тойтенберг | Мужчины    | 22     | 10     | 36             | 3              | 34                 | 4                  | 4              | 12             | 98    | 7     |
| Франциска Браусе    | Женщины    | 6      | 18     | 32             | 5              | 1                  | 22                 | 2              | 17             | 41    | 18    |

Мэдисон
| Спортсмены                             | Дисциплина | Очки | Круги | Место |
| -------------------------------------- | ---------- | ---- | ----- | ----- |
| Роджер Клюге Тео Рейнхардт             | Мужчины    | 23   | 0     | 6     |
| Франциска Браусе Лена Шарлотта Райснер | Женщины    | 0    | 0     | 13    |

### Маунтинбайк
Германия завоевала два места в мужские и одно место в женские соревнования по маунтинбайку в соответствии с Олимпийским квалификационным рейтингом UCI.
| Спортсмен       | Категория | Время   | Место |
| --------------- | --------- | ------- | ----- |
| Юлиан Шельб     | Мужчины   | 1.29,08 | 15    |
| Лука Шварцбауэр | Мужчины   | 1.29,10 | 16    |
| Нина Бенц       | Женщины   | 1.33,43 | 16    |

### BMX
BMX-Фристайл
Германия завоевала одно место в женские соревнования по BMX-фристайлу по итогам Чемпионата мира UCI 2022 по городскому велоспорту в Абу-Даби, ОАЭ.
| Спортсмен      | Категория | Квалификация | Квалификация | Квалификация | Квалификация | Финал                 | Финал                 | Финал                 | Финал                 |
| Спортсмен      | Категория | 1 заезд      | 2 заезд      | Средний балл | Место        | 1 заезд               | 2 заезд               | Средний балл          | Место                 |
| -------------- | --------- | ------------ | ------------ | ------------ | ------------ | --------------------- | --------------------- | --------------------- | --------------------- |
| Ким Леа Мюллер | Женщины   | 75,80        | 80,10        | 77,95        | 12           | завершила выступление | завершила выступление | завершила выступление | завершила выступление |

BMX-гонки
Германия завоевала одно место в мужские соревнования в соответствии с Олимпийским квалификационным рейтингом UCI и одно место в женские соревнования по результатам Чемпионата мира по велоспорту UCI 2023 года в Глазго, Великобритания.
| Спортсмен  | Дисциплина | Четвертьфиналы | Четвертьфиналы | Полуфиналы            | Полуфиналы            | Финал                 | Финал                 |
| Спортсмен  | Дисциплина | Результат      | Место          | Баллы                 | Место                 | Результат             | Место                 |
| ---------- | ---------- | -------------- | -------------- | --------------------- | --------------------- | --------------------- | --------------------- |
| Филип Шауб | Мужчины    | 20             | 21             | завершил выступление  | завершил выступление  | завершил выступление  | завершил выступление  |
| Алина Бек  | Женщины    | 20             | 21             | завершила выступление | завершила выступление | завершила выступление | завершила выступление |

## Волейбол
Мужская волейбольная команда Германии завоевала право участвовать в олимпийском турнире, выиграв Олимпийский квалификационный турнир в Рио-де-Жанейро, Бразилия.
| Команда  | Соревнование   | Групповая стадия | Групповая стадия | Групповая стадия | Групповая стадия | Четвертьфиналы | Полуфиналы            | Финал / Матч за 3 место | Финал / Матч за 3 место |
| Команда  | Соревнование   | Соперник Счёт    | Соперник Счёт    | Соперник Счёт    | Место            | Соперник Счёт  | Соперник Счёт         | Соперник Счёт           | Место                   |
| -------- | -------------- | ---------------- | ---------------- | ---------------- | ---------------- | -------------- | --------------------- | ----------------------- | ----------------------- |
| Германия | Мужской турнир | Япония В 3–2     | США П 2–3        | Аргентина В 3–0  | 2 Q              | Франция П 2–3  | завершили выступление | завершили выступление   | 6                       |

### Мужской турнир
Состав команды
Состав команды был объявлен 28 июня 2024 года.
Тренер:  Михал Винярский
- Кристиан Фромм[англ.] ДО
- Мориц Райхерт[англ.] ДО
- Йоханнес Тилле[англ.] СВ
- Георг Гроцер ДИ
- Юдиан Зенгер[англ.] Л
- Лукас Кампа (К) СВ
- Антон Бреме[англ.] ЦБ
- Рубен Шотт[англ.] ДО
- Мориц Карлицек[англ.] ДО
- Тобиас Крик[англ.] ЦБ
- Тобиас Бранд[англ.] ДО
- Лукас Маазе[англ.] ЦБ

Групповой этап
|              | Матчи | Матчи | Очки | Сеты | Сеты | Сеты  | Мячи | Мячи | Мячи  |
| В            | П     | В     | Очки | П    | В:П  | В     | П    | В:П  |       |
| ------------ | ----- | ----- | ---- | ---- | ---- | ----- | ---- | ---- | ----- |
| 1. США       | 3     | 0     | 8    | 9    | 3    | 3,000 | 270  | 232  | 1,164 |
| 2. Германия  | 2     | 1     | 6    | 8    | 5    | 1,600 | 287  | 264  | 1,087 |
| 3. Япония    | 1     | 2     | 4    | 6    | 7    | 0,857 | 278  | 292  | 0,952 |
| 4. Аргентина | 0     | 3     | 0    | 1    | 9    | 0,111 | 196  | 243  | 0,807 |

| 27 июля 9:00 (UTC+2) |

| Япония                                       | 2:3  | Германия  |
| (17:25, 25:23, 25:20, 28:30, 12:15) Отчёт P2 |      |           |
| Исикава 22                                   | Очки | 24 Грозер |

| Париж, Paris Sud 1 Зрителей: 9897 Судьи: Фабрис Колладос (Франция), Денни Цеспедес (Доминиканская Респ.) |

| 30 июля 13:00 (UTC+2) |

| США                                          | 3:2  | Германия     |
| (25:21, 25:17, 17:25, 20:25, 15:11) Отчёт P2 |      |              |
| Дефалько 18                                  | Очки | 21 Карлитцек |

| Париж, Paris Sud 1 Зрителей: 9275 Судьи: Скотт Дзиевирз (Канада), Владимир Симонович (Швейцария) |

| 2 августа 9:00 (UTC+2) |

| Аргентина                      | 0:3  | Германия  |
| (13:25, 21:25, 21:25) Отчёт P2 |      |           |
| Конте 9                        | Очки | 16 Грозер |

| Париж, Paris Sud 1 Зрителей: 9455 Судьи: Фабрис Колладос (Франция), Хамид аль-Роуси (ОАЭ) |

Четвертьфиналы
| 5 августа 17:00 (UTC+2) |

| Франция                                      | 3:2  | Германия  |
| (18:25, 26:28, 25:20, 25:21, 15:13) Отчёт P2 |      |           |
| Нгапет 21                                    | Очки | 22 Грозер |

| Париж, Paris Sud 1 Зрителей: 9405 Судьи: Юрай Мокрый (Словакия), Денни Сеспедес (Доминиканская Респ.) |

## Гандбол
Мужская сборная Германии по гандболу отобралась для участия в олимпийском турнире, заняв второе место на олимпийском квалификационном турнире в Ганновере, Германия. Женская сборная Германии завоевала право участвовать в олимпийском турнире, выиграв олимпийский квалификационный турнир в Ной-Ульм, Германия.
| Команда  | Соревнование   | Групповая стадия         | Групповая стадия | Групповая стадия | Групповая стадия | Групповая стадия | Групповая стадия | Четвертьфиналы    | Полуфиналы            | Финал / За 3 место    | Финал / За 3 место |
| Команда  | Соревнование   | Соперник Счёт            | Соперник Счёт    | Соперник Счёт    | Соперник Счёт    | Соперник Счёт    | Место            | Соперник Счёт     | Соперник Счёт         | Соперник Счёт         | Место              |
| -------- | -------------- | ------------------------ | ---------------- | ---------------- | ---------------- | ---------------- | ---------------- | ----------------- | --------------------- | --------------------- | ------------------ |
| Германия | Мужской турнир | Швеция В 30–27           | Япония В 37–26   | Хорватия П 26–31 | Испания В 33–31  | Словения В 36–29 | 1 Q              | Франция В 35–34ET | Испания В 25–24       | Дания П 26–39         | 2                  |
| Германия | Женский турнир | Республика Корея П 22–23 | Швеция П 28–31   | Словения В 41–22 | Дания П 27–28    | Норвегия П 18–30 | 4 Q              | Франция П 23–26   | завершили выступление | завершили выступление | 8                  |

### Мужской турнир
Состав команды
Состав команды был объявлен 8 июля 2024 года.
Тренер:  Альфред Гисласон
- Давид Шпет ГК
- Йоханнес Голла Л
- Лука Вицке Р
- Себастьян Хейман[англ.] ЛП
- Юстус Фишер Л
- Юри Кнорр Р
- Юлиан Кёстер ЛП
- Ренарс Ущинс ПП
- Кай Хефнер ПП
- Тим Хорнке[англ.] ПК
- Андреас Вольфф ГК
- Руне Дамке ПК
- Лукас Мертенс ПК
- Кристоф Штайнерт[англ.] ПП
- Марко Гргич ЛП
- Янник Кольбахер Л

Групповой этап
| Поз | Команда  | И | В | Н | П | МЗ  | МП  | РМ  | О | Квалификация   |
| --- | -------- | - | - | - | - | --- | --- | --- | - | -------------- |
| 1   | Германия | 5 | 4 | 0 | 1 | 162 | 144 | +18 | 8 | Четвертьфиналы |
| 2   | Словения | 5 | 3 | 0 | 2 | 140 | 142 | −2  | 6 | Четвертьфиналы |
| 3   | Испания  | 5 | 3 | 0 | 2 | 151 | 148 | +3  | 6 | Четвертьфиналы |
| 4   | Швеция   | 5 | 3 | 0 | 2 | 158 | 139 | +19 | 6 | Четвертьфиналы |
| 5   | Хорватия | 5 | 2 | 0 | 3 | 148 | 156 | −8  | 4 |                |
| 6   | Япония   | 5 | 0 | 0 | 5 | 143 | 173 | −30 | 0 |                |

| 27 июля 2024 19:00 | Германия | 30 : 27   | Швеция  | Арена 6 Южный Париж, Париж Зрителей: 5739 Судьи: Хансен, Медсен (DEN) |
| 27 июля 2024 19:00 | Ущинс 8  | (12 : 11) | Ванне 8 | Арена 6 Южный Париж, Париж Зрителей: 5739 Судьи: Хансен, Медсен (DEN) |
| 27 июля 2024 19:00 | 1×       | протокол  | 2×      | Арена 6 Южный Париж, Париж Зрителей: 5739 Судьи: Хансен, Медсен (DEN) |

| 29 июля 2024 09:00 | Япония      | 26 : 37   | Германия | Арена 6 Южный Париж, Париж Судьи: Биро, Кишш (HUN) |
| 29 июля 2024 09:00 | Фудзисака 6 | (10 : 21) | Ущинс 7  | Арена 6 Южный Париж, Париж Судьи: Биро, Кишш (HUN) |
| 29 июля 2024 09:00 | 3×          | протокол  | 1×       | Арена 6 Южный Париж, Париж Судьи: Биро, Кишш (HUN) |

| 31 июля 2024 11:00 | Хорватия     | 31:26    | Германия | Арена 6 Южный Париж, Париж Зрителей: 5774 Судьи: Горачек, Новотны (CZE) |
| 31 июля 2024 11:00 | Мартинович 9 | (15:13)  | Голла 8  | Арена 6 Южный Париж, Париж Зрителей: 5774 Судьи: Горачек, Новотны (CZE) |
| 31 июля 2024 11:00 | 5× 1×        | протокол |          | Арена 6 Южный Париж, Париж Зрителей: 5774 Судьи: Горачек, Новотны (CZE) |

| 2 августа 2024 16:00 | Германия | 33:31    | Испания  | Арена 6 Южный Париж, Париж Зрителей: 5774 Судьи: Начевски, Николов (Северная Македония) |
| 2 августа 2024 16:00 | Ущинс 8  | (20:18)  | Гомес 10 | Арена 6 Южный Париж, Париж Зрителей: 5774 Судьи: Начевски, Николов (Северная Македония) |
| 2 августа 2024 16:00 | 5×       | протокол | 3×       | Арена 6 Южный Париж, Париж Зрителей: 5774 Судьи: Начевски, Николов (Северная Македония) |

| 4 августа 2024 14:00 | Германия | 36 : 29  | Словения | Арена 6 Южный Париж, Париж Зрителей: 5685 Судьи: Йорум, Клевен (NOR) |
| 4 августа 2024 14:00 | Хефнер 7 | (23:14)  | Хёрцен 7 | Арена 6 Южный Париж, Париж Зрителей: 5685 Судьи: Йорум, Клевен (NOR) |
| 4 августа 2024 14:00 | 1×       | протокол | 1×       | Арена 6 Южный Париж, Париж Зрителей: 5685 Судьи: Йорум, Клевен (NOR) |

Четвертьфинал
| 7 августа 2024 13:30 | Германия          | 35 : 34 (ОТ) | Франция | Стадион «Пьер Моруа», Лилль Зрителей: 27 014 Судьи: Хансен, Мадсен (DEN) |
| 7 августа 2024 13:30 | Ущинс 14          | (14:17)      | Мем 10  | Стадион «Пьер Моруа», Лилль Зрителей: 27 014 Судьи: Хансен, Мадсен (DEN) |
| 7 августа 2024 13:30 | 3×                | протокол     | 6× 1×   | Стадион «Пьер Моруа», Лилль Зрителей: 27 014 Судьи: Хансен, Мадсен (DEN) |
| 7 августа 2024 13:30 | ОВ: 29:29 ОТ: 6:5 |              |         | Стадион «Пьер Моруа», Лилль Зрителей: 27 014 Судьи: Хансен, Мадсен (DEN) |

Полуфинал
| 9 августа 2024 16:30 | Германия | 25 : 24  | Испания     | Стадион «Пьер Моруа», Лилль Зрителей: 22 745 Судьи: Начевски, Николов (Северная Македония) |
| 9 августа 2024 16:30 | Ущинс 6  | (12:12)  | Фернандес 5 | Стадион «Пьер Моруа», Лилль Зрителей: 22 745 Судьи: Начевски, Николов (Северная Македония) |
| 9 августа 2024 16:30 | 1×       | протокол | 1×          | Стадион «Пьер Моруа», Лилль Зрителей: 22 745 Судьи: Начевски, Николов (Северная Македония) |

Финал
| 11 августа 2024 13:30 | Германия                    | 26 : 39  | Дания                                   | Стадион «Пьер Моруа», Лилль Зрителей: 27 328 Судьи: Лах, Сок (SLO) |
| 11 августа 2024 13:30 | Кнорр 6 Кольбахер 4 Ущинс 4 | (12:21)  | Гидсель 11 М. Ландин 7 Пютлик 6 Лауге 5 | Стадион «Пьер Моруа», Лилль Зрителей: 27 328 Судьи: Лах, Сок (SLO) |
| 11 августа 2024 13:30 | 1×                          | протокол | 1×                                      | Стадион «Пьер Моруа», Лилль Зрителей: 27 328 Судьи: Лах, Сок (SLO) |

### Женский турнир
Состав команды
Состав команды был объявлен 8 июля 2024 года.
Тренер:  Маркус Гаугиш
- Алина Грийзельс[англ.] Р
- Майке Шмельцер[англ.] Л
- Лиза Антл[англ.] Л
- Ксения Смитс[англ.] ЛП
- Эмили Бёльк[англ.] ЛП
- Анника Лотт[англ.] ЛП
- Сара Вахтер[англ.] ГК
- Юлия Майдхоф[англ.] ПП
- Антье Дёлль[англ.] ПК
- Дженни Беренд[англ.] ПК
- Катарина Фильтер[англ.] ГК
- Виола Лёйхтер[англ.] ПП
- Юлия Бенке[англ.] Л
- Йоханна Штокшледер[англ.] ПК

## Гимнастика спортивная
Германия завоевала  на Чемпионате мира по спортивной гимнастике 2023 года в Антверпене, Бельгия максимальную квоту на участие в мужском олимпийском турнире по спортивной гимнастике и три индивидуальных места в женском многоборье.

### Мужчины
| Спортсмен        | Дисциплина          | Квалификация                  | Квалификация                  | Квалификация                  | Квалификация                  | Квалификация                  | Квалификация                  | Квалификация                  | Квалификация                  | Финал                | Финал                | Финал                | Финал                | Финал                | Финал                | Финал                | Финал                |
| Спортсмен        | Дисциплина          | Снаряды                       | Снаряды                       | Снаряды                       | Снаряды                       | Снаряды                       | Снаряды                       | Всего                         | Место                         | Снаряды              | Снаряды              | Снаряды              | Снаряды              | Снаряды              | Снаряды              | Всего                | Место                |
| Спортсмен        | Дисциплина          | В                             | КН                            | КО                            | ОП                            | ПБ                            | П                             | Всего                         | Место                         | В                    | КН                   | КО                   | ОП                   | ПБ                   | П                    | Всего                | Место                |
| ---------------- | ------------------- | ----------------------------- | ----------------------------- | ----------------------------- | ----------------------------- | ----------------------------- | ----------------------------- | ----------------------------- | ----------------------------- | -------------------- | -------------------- | -------------------- | -------------------- | -------------------- | -------------------- | -------------------- | -------------------- |
| Паскаль Брендель | Команды             | 13,600                        | 12,233                        | 13,000                        | 13,900                        | 13,133                        | 13,466                        | 79,332                        | 36                            | завершил выступление | завершил выступление | завершил выступление | завершил выступление | завершил выступление | завершил выступление | завершил выступление | завершил выступление |
| Лукас Даузер     | Команды             | 13,233                        | —                             | —                             | —                             | 15,166                        | —                             | —                             | —                             | завершил выступление | завершил выступление | завершил выступление | завершил выступление | завершил выступление | завершил выступление | завершил выступление | завершил выступление |
| Нильс Дункель    | Команды             | 12,600                        | 14,566                        | 13,700                        | 13,600                        | 13,966                        | 12,800                        | 81,232                        | 24 Q                          | завершил выступление | завершил выступление | завершил выступление | завершил выступление | завершил выступление | завершил выступление | завершил выступление | завершил выступление |
| Тимо Эдер        | Команды             | 13,400                        | 12,800                        | 13,066                        | 13,900                        | 13,366                        | 12,266                        | 78,798                        | 39                            | завершил выступление | завершил выступление | завершил выступление | завершил выступление | завершил выступление | завершил выступление | завершил выступление | завершил выступление |
| Андреас Тоба     | Команды             | —                             | 13,066                        | 12,966                        | 14.300                        | —                             | 14,100                        | —                             | —                             | завершил выступление | завершил выступление | завершил выступление | завершил выступление | завершил выступление | завершил выступление | завершил выступление | завершил выступление |
| Всего            | Команды             | 40,233                        | 40,432                        | 39,766                        | 42,100                        | 42,498                        | 40,366                        | 245,395                       | 11                            | завершил выступление | завершил выступление | завершил выступление | завершил выступление | завершил выступление | завершил выступление | завершил выступление | завершил выступление |
| Паскаль Брендель | Вольные упражнения  | 13,600                        | —                             | —                             | —                             | —                             | —                             | —                             | 38                            | завершил выступление | завершил выступление | завершил выступление | завершил выступление | завершил выступление | завершил выступление | завершил выступление | завершил выступление |
| Паскаль Брендель | Конь                | —                             | 12,233                        | —                             | —                             | —                             | —                             | —                             | 54                            | завершил выступление | завершил выступление | завершил выступление | завершил выступление | завершил выступление | завершил выступление | завершил выступление | завершил выступление |
| Паскаль Брендель | Кольца              | —                             | —                             | 13,000                        | —                             | —                             | —                             | —                             | 48                            | завершил выступление | завершил выступление | завершил выступление | завершил выступление | завершил выступление | завершил выступление | завершил выступление | завершил выступление |
| Паскаль Брендель | Параллельные брусья | —                             | —                             | —                             | —                             | 13,133                        | —                             | —                             | 56                            | завершил выступление | завершил выступление | завершил выступление | завершил выступление | завершил выступление | завершил выступление | завершил выступление | завершил выступление |
| Паскаль Брендель | Перекладина         | —                             | —                             | —                             | —                             | —                             | 13,466                        | —                             | 27                            | завершил выступление | завершил выступление | завершил выступление | завершил выступление | завершил выступление | завершил выступление | завершил выступление | завершил выступление |
| Лукас Даузер     | Вольные упражнения  | 13,233                        | —                             | —                             | —                             | —                             | —                             | —                             | 52                            | завершил выступление | завершил выступление | завершил выступление | завершил выступление | завершил выступление | завершил выступление | завершил выступление | завершил выступление |
| Лукас Даузер     | Параллельные брусья | —                             | —                             | —                             | —                             | 15,166                        | —                             | —                             | 5 Q                           | —                    | —                    | —                    | —                    | 13,700               | —                    | 13,700               | 7                    |
| Нильс Дункель    | Многоборье          | См. выше командное многоборье | См. выше командное многоборье | См. выше командное многоборье | См. выше командное многоборье | См. выше командное многоборье | См. выше командное многоборье | См. выше командное многоборье | См. выше командное многоборье | 13,333               | 14,466               | 13,566               | 13,700               | 13,466               | 13,166               | 81,697               | 18                   |
| Нильс Дункель    | Вольные упражнения  | 12,600                        | —                             | —                             | —                             | —                             | —                             | —                             | 62                            | завершил выступление | завершил выступление | завершил выступление | завершил выступление | завершил выступление | завершил выступление | завершил выступление | завершил выступление |
| Нильс Дункель    | Конь                | —                             | 14,556                        | —                             | —                             | —                             | —                             | —                             | 10                            | завершил выступление | завершил выступление | завершил выступление | завершил выступление | завершил выступление | завершил выступление | завершил выступление | завершил выступление |
| Нильс Дункель    | Кольца              | —                             | —                             | 13,700                        | —                             | —                             | —                             | —                             | 22                            | завершил выступление | завершил выступление | завершил выступление | завершил выступление | завершил выступление | завершил выступление | завершил выступление | завершил выступление |
| Нильс Дункель    | Параллельные брусья | —                             | —                             | —                             | —                             | 13,966                        | —                             | —                             | 41                            | завершил выступление | завершил выступление | завершил выступление | завершил выступление | завершил выступление | завершил выступление | завершил выступление | завершил выступление |
| Нильс Дункель    | Перекладина         | —                             | —                             | —                             | —                             | —                             | 12,800                        | —                             | 47                            | завершил выступление | завершил выступление | завершил выступление | завершил выступление | завершил выступление | завершил выступление | завершил выступление | завершил выступление |
| Тимо Эдер        | Вольные упражнения  | 13,400                        | —                             | —                             | —                             | —                             | —                             | —                             | 45                            | завершил выступление | завершил выступление | завершил выступление | завершил выступление | завершил выступление | завершил выступление | завершил выступление | завершил выступление |
| Тимо Эдер        | Конь                | —                             | 12,800                        | —                             | —                             | —                             | —                             | —                             | 47                            | завершил выступление | завершил выступление | завершил выступление | завершил выступление | завершил выступление | завершил выступление | завершил выступление | завершил выступление |
| Тимо Эдер        | Кольца              | —                             | —                             | 13,066                        | —                             | —                             | —                             | —                             | 41                            | завершил выступление | завершил выступление | завершил выступление | завершил выступление | завершил выступление | завершил выступление | завершил выступление | завершил выступление |
| Тимо Эдер        | Параллельные брусья | —                             | —                             | —                             | —                             | 13,366                        | —                             | —                             | 54                            | завершил выступление | завершил выступление | завершил выступление | завершил выступление | завершил выступление | завершил выступление | завершил выступление | завершил выступление |
| Тимо Эдер        | Перекладина         | —                             | —                             | —                             | —                             | —                             | 12,266                        | —                             | 57                            | завершил выступление | завершил выступление | завершил выступление | завершил выступление | завершил выступление | завершил выступление | завершил выступление | завершил выступление |
| Андреас Тоба     | Конь                | —                             | 13,066                        | —                             | —                             | —                             | —                             | —                             | 42                            | завершил выступление | завершил выступление | завершил выступление | завершил выступление | завершил выступление | завершил выступление | завершил выступление | завершил выступление |
| Андреас Тоба     | Кольца              | —                             | —                             | 12,966                        | —                             | —                             | —                             | —                             | 51                            | завершил выступление | завершил выступление | завершил выступление | завершил выступление | завершил выступление | завершил выступление | завершил выступление | завершил выступление |
| Андреас Тоба     | Перекладина         | —                             | —                             | —                             | —                             | —                             | 14,100                        | —                             | 14                            | завершил выступление | завершил выступление | завершил выступление | завершил выступление | завершил выступление | завершил выступление | завершил выступление | завершил выступление |

### Женщины
| Спортсмен     | Дисциплина          | Квалификация | Квалификация | Квалификация | Квалификация | Квалификация | Квалификация | Финал                 | Финал                 | Финал                 | Финал                 | Финал                 | Финал                 |
| Спортсмен     | Дисциплина          | Снаряды      | Снаряды      | Снаряды      | Снаряды      | Всего        | Место        | Снаряды               | Снаряды               | Снаряды               | Снаряды               | Всего                 | Место                 |
| Спортсмен     | Дисциплина          | ОП           | РБ           | Б            | В            | Всего        | Место        | ОП                    | РБ                    | Б                     | В                     | Всего                 | Место                 |
| ------------- | ------------------- | ------------ | ------------ | ------------ | ------------ | ------------ | ------------ | --------------------- | --------------------- | --------------------- | --------------------- | --------------------- | --------------------- |
| Хелен Кеврич  | Многоборье          | 14,066       | 14,600       | 12,133       | 13,066       | 53,865       | 15 Q         | 13,866                | 14,466                | 13,400                | 12,866                | 54,598                | 8                     |
| Хелен Кеврич  | Разновысокие брусья | —            | 14,600       | —            | —            | —            | 8            | —                     | 14,566                | —                     | —                     | 14,566                | 6                     |
| Хелен Кеврич  | Бревно              | —            | —            | 12,133       | —            | —            | 61           | завершила выступление | завершила выступление | завершила выступление | завершила выступление | завершила выступление | завершила выступление |
| Хелен Кеврич  | Вольные упражнения  | —            | —            | —            | 13,066       | —            | 27           | завершила выступление | завершила выступление | завершила выступление | завершила выступление | завершила выступление | завершила выступление |
| Паулина Шефер | Многоборье          | —            | —            | 13,366       | 12,366       | —            | —            | завершила выступление | завершила выступление | завершила выступление | завершила выступление | завершила выступление | завершила выступление |
| Паулина Шефер | Бревно              | —            | —            | 13,366       | —            | —            | 26           | завершила выступление | завершила выступление | завершила выступление | завершила выступление | завершила выступление | завершила выступление |
| Паулина Шефер | Вольные упражнения  | —            | —            | —            | 12,366       | —            | 56           | завершила выступление | завершила выступление | завершила выступление | завершила выступление | завершила выступление | завершила выступление |
| Сара Фосс     | Многоборье          | 14,000       | 13,466       | 12,233       | 12,866       | 52,565       | 25 Q         | 12,500                | 12,333                | 12,300                | 12,866                | 49,999                | 24                    |
| Сара Фосс     | Разновысокие брусья | —            | 13,466       | —            | —            | —            | 32           | завершила выступление | завершила выступление | завершила выступление | завершила выступление | завершила выступление | завершила выступление |
| Сара Фосс     | Бревно              | —            | —            | 12,233       | —            | —            | 58           | завершила выступление | завершила выступление | завершила выступление | завершила выступление | завершила выступление | завершила выступление |
| Сара Фосс     | Вольные упражнения  | —            | —            | —            | 12,866       | —            | 31           | завершила выступление | завершила выступление | завершила выступление | завершила выступление | завершила выступление | завершила выступление |

## Гимнастика художественная
Германия по результатам Чемпионата мира по художественной гимнастике 2022 года в Софии и Чемпионата мира по художественной гимнастике 2023 года в Валенсии завоевала максимальную квоту на участие в соревнованиях по художественной гимнастике, получив право выставить команду в групповом турнире и двух гимнасток в личном многоборье.
| Спортсменка       | Дисциплина | Квалификация | Квалификация | Квалификация | Квалификация | Квалификация | Квалификация | инал   | инал   | инал   | инал   | инал    | инал  |
| Спортсменка       | Дисциплина | Обруч        | Мяч          | Булавы       | Лента        | Всего        | Место        | Обруч  | Мяч    | Булавы | Лента  | Всего   | Место |
| ----------------- | ---------- | ------------ | ------------ | ------------ | ------------ | ------------ | ------------ | ------ | ------ | ------ | ------ | ------- | ----- |
| Дарья Варфоломеев | Личное     | 32,500       | 36,450       | 35,250       | 32,650       | 136,850      | 2 Q          | 36,300 | 36,500 | 36,350 | 33,700 | 142,850 | 1     |
| Маргарита Колосов | Личное     | 34,550       | 33,000       | 33,800       | 30,150       | 131,500      | 5 'Q         | 34,600 | 34,150 | 33,950 | 32,550 | 135,250 | 4     |

| Спортсменки                                                        | Дисциплина | Квалификация | Квалификация | Квалификация | Квалификация | Финал                 | Финал                 | Финал                 | Финал                 |
| Спортсменки                                                        | Дисциплина | 5 предм.     | 3+2 предм.   | Всего        | Место        | 5 предм.              | 3+2 предм.            | Всего                 | Место                 |
| ------------------------------------------------------------------ | ---------- | ------------ | ------------ | ------------ | ------------ | --------------------- | --------------------- | --------------------- | --------------------- |
| Аня Косан Даниелла Кромм Алина Оганесян Ханна Вестер Эмилия Викерт | Группы     | 33,700       | 23,650       | 57,350       | 13           | завершили выступление | завершили выступление | завершили выступление | завершили выступление |

## Гольф
Германия получила по два места в мужские и женские соревнования по гольфу в соответствии с рейтингом IGF.
| Сопртсмен             | Категория | Раунд 1 | Раунд 2 | Раунд 3 | Раунд 4 | Итого | Итого | Итого |
| Сопртсмен             | Категория | Счет    | Счет    | Счет    | Счет    | Счет  | К пар | Место |
| --------------------- | --------- | ------- | ------- | ------- | ------- | ----- | ----- | ----- |
| Штефан Егер           | Мужчины   | 71      | 64      | 72      | 72      | 279   | −5    | =26   |
| Матти Шмид            | Мужчины   | 68      | 75      | 69      | 67      | 279   | −5    | =26   |
| Эстер Хензелайт       | Женщины   | 72      | 73      | 69      | 66      | 280   | −8    | 2     |
| Александра Фёстерлинг | Женщины   | 76      | 75      | 71      | 70      | 292   | +4    | 35    |

## Гребля на байдарках и каноэ

### Гладкая вода
Германия завоевала право выставить семь лодок в соревнованиях по гребле на байдарках и каноэ на гладкой воде по результатам Чемпионата мира 2023 года в Дуйсбурге, Германия. Еще семь лодок Германия получила возможность заявить благодаря квалификации гребцов в других дисциплинах согласно правилам ICF.
Мужчины
| Спортсмен                                      | Дисциплина                | Заезды  | Заезды | Четвертьфиналы | Четвертьфиналы | Полуфиналы | Полуфиналы | Финалы  | Финалы |
| Спортсмен                                      | Дисциплина                | Время   | Место  | Время          | Место          | Время      | Место      | Время   | Место  |
| ---------------------------------------------- | ------------------------- | ------- | ------ | -------------- | -------------- | ---------- | ---------- | ------- | ------ |
| Якоб Тордсен                                   | Байдарки-одиночки, 1000 м | 3.29,88 | 2 SF   | —              | —              | 3.29,34    | 3 FA       | 3.36,82 | 8      |
| Антон Винкельман                               | Байдарки-одиночки, 1000 м | 3.27,80 | 1 SF   | —              | —              | 3.31,51    | 7 FB       | 3.28,04 | 10     |
| Макс Лемке Якоб Шопф                           | Байдарки-двойки, 500 м    | 1.28,03 | 1 SF   | —              | —              | 1.28,13    | 1 FA       | 1.26,87 | 1      |
| Макс Рендшмидт Том Либшер                      | Байдарки-двойки, 500 м    | 1.28,39 | 1 SF   | —              | —              | 1.27,67    | 4 FA       | 1.27,54 | 5      |
| Макс Лемке Якоб Шопф Макс Рендшмидт Том Либшер | Байдарки-четверки, 500 м  | 1.20,51 | 1 SF   | —              | —              | 1.20,57    | 1 F        | 1.19,80 | 1      |
| Себастьян Брендель                             | Каноэ-одиночки, 1000 м    | 3.45,48 | 1 SF   | —              | —              | 3.44,78    | 1 FA       | 3.51,44 | 8      |
| Петер Кречмер Тим Хекер                        | Каноэ-двойки, 500 м       | 1.41,58 | 6 QF   | 1.39,94        | 1 SF           | 1.41,58    | 2 FA       | 1.41,62 | 5      |

Женщины
| Спортсмен                                       | Дисциплина               | Заезды  | Заезды | Четвертьфиналы | Четвертьфиналы | Полуфиналы            | Полуфиналы            | Финалы                | Финалы                |
| Спортсмен                                       | Дисциплина               | Время   | Место  | Время          | Место          | Время                 | Место                 | Время                 | Место                 |
| ----------------------------------------------- | ------------------------ | ------- | ------ | -------------- | -------------- | --------------------- | --------------------- | --------------------- | --------------------- |
| Энья Рёсселинг                                  | Байдарки-одиночки, 500 м | 1.56,88 | 5 QF   | 1.52,74        | 4 SF           | 1.57,22               | 8                     | завершила выступление | завершила выступление |
| Паулина Пажек Юле Хаке                          | Байдарки-двойки, 500 м   | 1.39,03 | 1 SF   | —              | —              | 1.38,84               | 2 FA                  | 1.39,46               | 3                     |
| Паулина Ягш Лена Рёлингс                        | Байдарки-двойки, 500 м   | 1.41,45 | 1 SF   | —              | —              | 1.39,51               | 1 FA                  | 1.40,09               | 6                     |
| Сара Брюслер Юле Хаке Паулина Ягш Паулина Пажек | Байдарки-четверки, 500 м | 1.32,34 | 1 FA   | —              | —              | —                     | —                     | 1.32,62               | 2                     |
| Майке Якоб                                      | Каноэ-одиночки, 200 м    | 48,67   | 6 QF   | 51,40          | 6              | завершили выступление | завершили выступление | завершили выступление | завершили выступление |
| Лиза Ян                                         | Каноэ-одиночки, 200 м    | 48,67   | 6 QF   | 51,40          | 6              | завершили выступление | завершили выступление | завершили выступление | завершили выступление |
| Лиза Ян Хеди Климке                             | Каноэ-двойки, 500 м      | 2.01,15 | 5 QF   | 1.56,56        | 4 FB           | —                     | —                     | 1.56,48               | 9                     |

### Гребной слалом
Германия получила максимальное представительство в соревнованиях по гребному слалому по результатам Чемпионата мира по гребному слалому 2023 года в Лондоне, Великобритания с учетом перераспределения квот – право выставить по одной лодке в соревнованиях на байдарках и каноэ у мужчин и женщин, а также автоматически выставить по две лодке в кроссе на байдарках у мужчин и женщин.
Мужчины
| Спортсмен        | Дисциплина | Заезды    | Заезды | Заезды    | Заезды | Заезды       | Заезды | Полуфинал | Полуфинал | Финал | Финал |
| Спортсмен        | Дисциплина | 1 попытка | Место  | 2 попытка | Место  | Лучшее время | Место  | Время     | Место     | Время | Место |
| ---------------- | ---------- | --------- | ------ | --------- | ------ | ------------ | ------ | --------- | --------- | ----- | ----- |
| Ноа Хегге        | Байдарка-1 | 87,67     | 8      | 87,15     | 6      | 87,15        | 10 SF  | 91,24     | 2 F       | 89,73 | 7     |
| Сидерис Тасиадис | Каноэ-1    | 92,44     | 6      | 92,43     | 7      | 92,43        | 7 SF   | 96,74     | 3 F       | 97,27 | 4     |

Женщины
| Спортсмен    | Дисциплина | Заезды    | Заезды | Заезды    | Заезды | Заезды       | Заезды | Полуфинал | Полуфинал | Финал  | Финал |
| Спортсмен    | Дисциплина | 1 попытка | Место  | 2 попытка | Место  | Лучшее время | Место  | Время     | Место     | Время  | Место |
| ------------ | ---------- | --------- | ------ | --------- | ------ | ------------ | ------ | --------- | --------- | ------ | ----- |
| Рикарда Функ | Байдарка-1 | 97,15     | 7      | 94,95     | 6      | 94,95        | 6 SF   | 97,31     | 1 F       | 149,08 | 11    |
| Елена Лилик  | Каноэ-1    | 107,95    | 7      | 103,29    | 2      | 103,29       | 5 SF   | 113,59    | 7 F       | 103,54 | 2     |

Кросс на байдарках
| Спортсмен     | Категория | Квалиф. время | Место | 1 круг | Утеш. заезды | 2 круг | Четвертьфиналы       | Полуфиналы            | Финал                 | Место |
| ------------- | --------- | ------------- | ----- | ------ | ------------ | ------ | -------------------- | --------------------- | --------------------- | ----- |
| Ноа Хегге     | Мужчины   | 68,01         | 8     | 1 Q    | —            | 1 Q    | 1 Q                  | 1 Q FA                | 3                     | 3     |
| Штефан Хенгст | Мужчины   | 69,67 FLT (6) | 38    | 2 Q    | —            | 4      | завершил выступление | завершил выступление  | завершил выступление  | 30    |
| Рикарда Функ  | Женщины   | 72,89         | 7     | 1 Q    | —            | 2 Q    | 4                    | завершила выступление | завершила выступление | 14    |
| Елена Лилик   | Женщины   | 74,19         | 13    | 1 Q    | —            | 1 Q    | 1 Q                  | 2 Q FA                | 4                     | 4     |

## Дзюдо
Германия получила по рейтингу IJF четыре места в мужских и шесть мест в женских соревнованиях, а также право выставить смешанную команду.
| Спортсмен         | Категория            | 1/16 финала                 | 1/8 финала                           | Четвертьфиналы               | Полуфиналы                  | Утеш. поединки             | Финал / За 3 место       | Финал / За 3 место    |                      |
| Спортсмен         | Категория            | Соперник Результат          | Соперник Результат                   | Соперник Результат           | Соперник Результат          | Соперник Результат         | Соперник Результат       | Место                 |                      |
| ----------------- | -------------------- | --------------------------- | ------------------------------------ | ---------------------------- | --------------------------- | -------------------------- | ------------------------ | --------------------- | -------------------- |
| Игорь Вандтке     | Мужчины до 73 кг     | —                           | STPРодни де Оливейра В 10–00         | CANАртур Маржелидон П 00–10  | завершил выступление        | завершил выступление       | завершил выступление     | завершил выступление  | завершил выступление |
| Тимо Кавелиус     | Мужчины до 81 кг     | —                           | ISRСаги Муки П 00–10                 | завершил выступление         | завершил выступление        | завершил выступление       | завершил выступление     | завершил выступление  | завершил выступление |
| Эдуард Триппель   | Мужчины до 90 кг     | —                           | SWEМаркус Нюман П 00–01              | завершил выступление         | завершил выступление        | завершил выступление       | завершил выступление     | завершил выступление  | завершил выступление |
| Эрик Абрамов      | Мужчины свыше 100 кг | —                           | MGLОдкхыгин Чеченченгель В 01–00     | TJKТемур Рахимов П 01–10     | завершил выступление        | завершил выступление       | завершил выступление     | завершил выступление  | завершил выступление |
| Катарина Менц     | Женщины до 48 кг     | PORКатарина Кошта П 00–01   | завершил выступление                 | завершил выступление         | завершил выступление        | завершил выступление       | завершил выступление     | завершил выступление  |                      |
| Маша Бальхаус     | Женщины до 52 кг     | MEXПаулина Мартинес В 11–00 | UAEБишрелтиин Хорлоодои В 11–00      | UZBДиёра Келдиёрова П 10–00  | —                           | BRAЛарисса Пимента П 00–10 | —                        | 7                     |                      |
| Паулина Старке    | Женщины до 57 кг     | NEDЮлие Бёрскенс В 11–01    | MGLЭнхрийлэн Лхагватогоогийн П 01–11 | завершила выступление        | завершила выступление       | завершила выступление      | завершила выступление    | завершила выступление |                      |
| Мириам Буткерайт  | Женщины до 70 кг     | —                           | AUSАойфе Кофлан В 10–00              | BELГабриэлла Виллемс В 10–00 | AUTМихаэла Поллерес В 10–00 | —                          | CROБарбара Матич П 00–01 | 2                     |                      |
| Анна-Мария Вагнер | Женщины до 78 кг     | —                           | GUIМари Брансер В 11–00              | JPNРика Такаяма В 10–00      | ISRИнбар Ланир П 00–10      | —                          | CHNМа Чжэньчжао П 00–01  | 5                     |                      |
| Рене Лухт         | Женщины свыше 78 кг  | GEOСофио Сомхишвили П 00-10 | завершила выступление                | завершила выступление        | завершила выступление       | завершила выступление      | завершила выступление    | завершила выступление |                      |

Смешанные команды
| Спортсмен | Дисциплина        | 1/16 финала        | 1/8 финала         | Четвертьфиналы     | Полуфиналы         | Утеш. поединки     | Финал/За 3 место         | Финал/За 3 место |
| Спортсмен | Дисциплина        | Соперник Результат | Соперник Результат | Соперник Результат | Соперник Результат | Соперник Результат | Соперник Результат       | Место            |
| --- | ----------------- | ------------------ | ------------------ | ------------------ | ------------------ | ------------------ | ------------------------ | ---------------- |
| Игорь Вандтке Тимо Кавелиус Эдуард Триппель Эрик Абрамов Катарина Менц Маша Бальхаус Паулина Старке Мириам Буткерайт Анна-Мария Вагнер Рене Лухт | Смешанные команды | —                  | Австрия · В 4–1    | Бразилия · В 4–3   | Япония · П 0–4     | —                  | Республика Корея · П 3–4 | 5                |

## Конный спорт
Германия завоевала максимально возможное количество мест в олимпийском турнире по конному спорту — по команде из трех человек и три места в личных соревнованиях во всех трех олимпийских дисциплинах конного спорта, Команда по троеборью квалифицировалась через Чемпионат мира по троеборью 2022 года в Италии. Команды по выездке и конкуру квалифицировались через Чемпионат мира FEI 2022 года в Хернинге, Дания.

### Выездка
| Спортсмен                                                 | Лошадь    | Дисциплина       | Гран При | Гран При | Специальный Гран При | Специальный Гран При | Произвольный Гран При | Произвольный Гран При |
| Спортсмен                                                 | Лошадь    | Дисциплина       | Баллы    | Место    | Баллы                | Место                | Баллы                 | Место                 |
| --------------------------------------------------------- | --------- | ---------------- | -------- | -------- | -------------------- | -------------------- | --------------------- | --------------------- |
| Джессика фон Бредов-Верндль                               | Dalera    | Личный турнир    | 82,065   | 1 Q      | —                    | —                    | 90,093                | 1                     |
| Фредерик Вандрес                                          | Bluetooth | Личный турнир    | 76,118   | 10 Q     | —                    | —                    | 81,350                | 13                    |
| Изабель Верт                                              | Wendy     | Личный турнир    | 78,913   | 3 Q      | —                    | —                    | 89,614                | 2                     |
| Изабель Верт Джессика фон Бредов-Верндль Фредерик Вандрес | См. выше  | Командный турнир | 237,546  | 1 Q      | 235,790              | 1                    | —                     | —                     |

### Троеборье
| Спортсмен                               | Лошадь   | Дисциплина       | Выездка | Выездка | Кросс  | Кросс  | Кросс | Конкур               | Конкур               | Конкур               | Конкур               | Конкур               | Конкур               | Всего                | Всего |
| Спортсмен                               | Лошадь   | Дисциплина       | Выездка | Выездка | Кросс  | Кросс  | Кросс | Квалификация         | Квалификация         | Квалификация         | Финал                | Финал                | Финал                | Всего                | Всего |
| Спортсмен                               | Лошадь   | Дисциплина       | Штраф   | Место   | Штраф  | Всего  | Место | Штраф                | Всего                | Место                | Штраф                | Всего                | Место                | Штраф                | Место |
| --------------------------------------- | -------- | ---------------- | ------- | ------- | ------ | ------ | ----- | -------------------- | -------------------- | -------------------- | -------------------- | -------------------- | -------------------- | -------------------- | ----- |
| Михаэль Юнг                             | Chipmunk | Личный турнир    | 17,80   | 2       | 0      | 17,80  | 1     | 4,00                 | 21,80                | 1 Q                  | 0                    | 21,80                | 1                    | 21,80                | 1     |
| Юлия Краевски                           | Nickel   | Личный турнир    | 26,90   | 15      | 4,80   | 32,10  | 14    | 0,40                 | 32,10                | 11 Q                 | 0                    | 32,10                | 11                   | 32,10                | 10    |
| Кристоф Валер                           | Carjatan | Личный турнир    | 29,40   | 21      | EL     | EL     | EL    | завершил выступление | завершил выступление | завершил выступление | завершил выступление | завершил выступление | завершил выступление | завершил выступление |       |
| Михаэль Юнг Юлия Краевски Кристоф Валер | См. выше | Командный турнир | 74,10   | 2       | 204,80 | 278,90 | 14    | 4,40                 | 283,30               | 14                   | —                    | —                    | —                    | 283,30               | 14    |

### Конкур
| Спортсмен                                     | Лошадь         | Дисциплина       | Квалификация | Квалификация | Финал                | Финал                | Финал                | Перепрыжка           | Перепрыжка           | Перепрыжка           |
| Спортсмен                                     | Лошадь         | Дисциплина       | Штраф        | Место        | Штраф                | Время                | Место                | Штраф                | Время                | Место                |
| --------------------------------------------- | -------------- | ---------------- | ------------ | ------------ | -------------------- | -------------------- | -------------------- | -------------------- | -------------------- | -------------------- |
| Филипп Вайсхаупт                              | Zineday        | Личный турнир    | 4            | 30 Q         | 5                    | 84,14                | 12                   | завершил выступление | завершил выступление | завершил выступление |
| Кристиан Кукук                                | Checker 47     | Личный турнир    | 4            | 24 Q         | 0                    | 82,38                | 1 Q                  | 0                    | 38,34                | 1                    |
| Рихард Фогель                                 | United Touch S | Личный турнир    | 12           | 55           | завершил выступление | завершил выступление | завершил выступление | завершил выступление | завершил выступление | завершил выступление |
| Филипп Вайсхаупт Кристиан Кукук Рихард Фогель | См. выше       | Командный турнир | 0            | 1 Q          | 8                    | 229,57               | 5                    | —                    | —                    | —                    |

## Легкая атлетика
Германские легкоатлеты выполнили нормативы для участия в Играх 2024 года, пройдя прямую квалификацию или по мировому рейтингу, в следующих соревнованиях (максимум по 3 спортсмена в каждом):
Беговые дисциплины
Мужчины
| Оуэн Анса                                             | 100 м                 | 10,22   | 5    | —       | —   | завершил выступление | завершил выступление | завершил выступление  | завершил выступление  |                      |                      |
| Йошуа Хартман                                         | 100 м                 | 10,16   | 3 Q  | —       | —   | 10,16                | 7                    | завершил выступление  | завершил выступление  |                      |                      |
| Йошуа Хартман                                         | 200 м                 | 20,30   | 3 Q  | —       | —   | 20,47                | 5                    | завершил выступление  | завершил выступление  |                      |                      |
| Жан Поль Бредау                                       | 400 м                 | 45,07   | 20 R | 45,40   | 6   | завершил выступление | завершил выступление | завершил выступление  | завершил выступление  |                      |                      |
| Роберт Фаркен                                         | 1500 м                | 3.36,62 | 6 Q  | —       | —   | 3.33,35              | 7                    | завершил выступление  | завершил выступление  |                      |                      |
| Мариус Пробст                                         | 1500 м                | 3.35,65 | 7 R  | 3.36,54 | 18  | завершил выступление | завершил выступление | завершил выступление  | завершил выступление  |                      |                      |
| Мануэль Морди                                         | 110 м с/б             | 13,48   | 4 R  | 13,55   | 4   | завершил выступление | завершил выступление | завершил выступление  | завершил выступление  |                      |                      |
| Йошуа Абуаку                                          | 400 м с/б             | 49,00   | 4 R  | 48,87   | 2 Q | 50,19                | 8                    | завершил выступление  | завершил выступление  |                      |                      |
| Эмиль Ажекум                                          | 400 м с/б             | 49,38   | 4 R  | 48,67   | 2 Q | 48,78                | 5                    | завершил выступление  | завершил выступление  |                      |                      |
| Константин Прайс                                      | 400 м с/б             | 49,99   | 8 R  | 51,02   | 5   | завершил выступление | завершил выступление | завершил выступление  | завершил выступление  |                      |                      |
| Карл Бебендорф                                        | 3000 м с/пр           | 8.20,46 | 7    | —       | —   | —                    | —                    | завершил выступление  | завершил выступление  | завершил выступление | завершил выступление |
| Фредерик Рупперт                                      | 3000 м с/пр           | 8.25,31 | 6    | —       | —   | —                    | —                    | завершил выступление  | завершил выступление  | завершил выступление | завершил выступление |
| Фельтен Шнайдер                                       | 3000 м с/пр           | 8.25,75 | 10   | —       | —   | —                    | —                    | завершил выступление  | завершил выступление  | завершил выступление | завершил выступление |
| Аманал Петрос                                         | Марафон               | —       | —    | —       | —   | —                    | —                    | DNF                   | DNF                   |                      |                      |
| Рихард Рингер                                         | Марафон               | —       | —    | —       | —   | —                    | —                    | 2:09.18               | 12                    |                      |                      |
| Самуэль Фитви Сибхату                                 | Марафон               | —       | —    | —       | —   | —                    | —                    | 2:09.50               | 15                    |                      |                      |
| Лео Кёпп                                              | Ходьба на 20 км       | —       | —    | —       | —   | —                    | —                    | 1:21.36               | 23                    |                      |                      |
| Кристофер Линке                                       | Ходьба на 20 км       | —       | —    | —       | —   | —                    | —                    | 1:20.35               | 19                    |                      |                      |
| Оуэн Анса Лукас Анса-Пепра Кевин Кранц Янник Вольф    | Эстафета 4×100 метров | 38,53   | 5    | —       | —   | —                    | —                    | завершили выступление | завершили выступление |                      |                      |
| Эмиль Ажекум Жан Поль Бредау Марк Кох Мануэль Сандерс | Эстафета 4×400 метров | 3.00,29 | 6    | —       | —   | —                    | —                    | завершили выступление | завершили выступление |                      |                      |

Женщины
| Спортсмен                                                                 | Дисциплина            | Забеги    | Забеги | Утеш. забеги | Утеш. забеги | Полуфиналы            | Полуфиналы            | Финал                 | Финал                 |
| Спортсмен                                                                 | Дисциплина            | Результат | Место  | Результат    | Место        | Результат             | Место                 | Результат             | Место                 |
| ------------------------------------------------------------------------- | --------------------- | --------- | ------ | ------------ | ------------ | --------------------- | --------------------- | --------------------- | --------------------- |
| Джина Люккенкемпер                                                        | 100 м                 | 11,08     | 13 Q   | —            | —            | 11,09                 | 10                    | завершила выступление | завершила выступление |
| Ребекка Хазе                                                              | 100 м                 | 11,28     | 32     | —            | —            | завершила выступление | завершила выступление | завершила выступление | завершила выступление |
| Майти Кольберг                                                            | 800 м                 | 2.00,55   | 31 R   | 1.59,08      | 1 Q          | 1.58,52               | 15                    | завершила выступление | завершила выступление |
| Неле Весель                                                               | 1500 м                | 4.08,55   | 11 'R  | 4.07,22      | 9            | завершила выступление | завершила выступление | завершила выступление | завершила выступление |
| Ханна Клайн                                                               | 5000 м                | 15.31,85  | 14     | —            | —            | —                     | —                     | завершила выступление | завершила выступление |
| Каролина Крафцик                                                          | 400 м с/б             | 58,49     | 8 'R   | 56,02        | 6            | завершила выступление | завершила выступление | завершила выступление | завершила выступление |
| Оливия Гюрт                                                               | 3000 м с/пр           | 9.16,47   | 6      | —            | —            | —                     | —                     | завершила выступление | завершила выступление |
| Геза Краузе                                                               | 3000 м с/пр           | 9.10,68   | 3 Q    | —            | —            | —                     | —                     | 9.26,96               | 14                    |
| Леа Майер                                                                 | 3000 м с/пр           | 9.14,85   | 3 Q    | —            | —            | —                     | —                     | 9.09,59               | 10                    |
| Лаура Хоттенротт                                                          | Марафон               | —         | —      | —            | —            | —                     | —                     | 2:31.19               | 38                    |
| Мелат Кеджета                                                             | Марафон               | —         | —      | —            | —            | —                     | —                     | DNF                   | DNF                   |
| Доменика Майер                                                            | Марафон               | —         | —      | —            | —            | —                     | —                     | 2:30.14               | 29                    |
| Саския Файг                                                               | Ходьба на 20 км       | —         | —      | —            | —            | —                     | —                     | 1:33.23               | 28                    |
| Александра Бургхардт Ребекка Хазе София Юнк Джина Люккенкемпер Лиза Майер | Эстафета 4×100 метров | 42,15     | 2 Q    | —            | —            | —                     | —                     | 41,97                 | 3                     |
| Айлен Демес Мона Майер Скади Шир Алиса Шмидт                              | Эстафета 4×400 метров | 3.26,95   | 7      | —            | —            | —                     | —                     | завершили выступление | завершили выступление |

Микст
| Спортсмен                                               | Дисциплина            | Забеги    | Забеги | Финал                 | Финал                 |
| Спортсмен                                               | Дисциплина            | Результат | Место  | Результат             | Место                 |
| ------------------------------------------------------- | --------------------- | --------- | ------ | --------------------- | --------------------- |
| Жан Поль Бредау Алиса Шмидт Мануэль Сандерс Айлен Демес | Эстафета 4×400 метров | 3.15,63   | 15     | завершила выступление | завершила выступление |
| Кристофер Линке Саския Файг                             | Ходьба эстафета       | —         | —      | 2:56.14               | 10                    |

Технические дисциплины
Мужчины
| Спортсмен          | Дисциплина      | Полуфиналы | Полуфиналы | Финал                | Финал                |
| Спортсмен          | Дисциплина      | Результат  | Место      | Результат            | Место                |
| ------------------ | --------------- | ---------- | ---------- | -------------------- | -------------------- |
| Тобиас Поти        | Прыжки в высоту | NM         | —          | завершил выступление | завершил выступление |
| Бо Канда Лита Баэр | Прыжки с шестом | 5,75       | 10 q       | 5,70                 | 9                    |
| Торбен Блех        | Прыжки с шестом | 5,40       | 23         | завершил выступление | завершил выступление |
| Олег Зерникель     | Прыжки с шестом | 5,75       | 1 q        | 5,70                 | 9                    |
| Симон Бац          | Прыжки в длину  | 7,90       | 12 q       | 8,07                 | 6                    |
| Макс Хесс          | Тройной прыжок  | 16,98      | 7 q        | 17,38                | 7                    |
| Хенрик Янссен      | Метание диска   | NM         | —          | завершил выступление | завершил выступление |
| Клеменс Прюфер     | Метание диска   | 66,36      | 4 Q        | 67,41                | 6                    |
| Мика Сосна         | Метание диска   | 61,81      | 21         | завершил выступление | завершил выступление |
| Мерлин Хуммель     | Метание молота  | 75,25      | 12 q       | 76,03                | 10                   |
| Сорен Клозе        | Метание молота  | 71,20      | 28         | завершил выступление | завершил выступление |
| Юлиан Вебер        | Метание копья   | 87,76      | 3 Q        | 87,40                | 6                    |
| Макс Денинг        | Метание копья   | 79,24      | 22         | завершил выступление | завершил выступление |

Женщины
| Спортсмен           | Дисциплина      | Полуфиналы | Полуфиналы | Финал                | Финал                |
| Спортсмен           | Дисциплина      | Результат  | Место      | Результат            | Место                |
| ------------------- | --------------- | ---------- | ---------- | -------------------- | -------------------- |
| Кристина Хонзель    | Прыжки в высоту | 1,95       | 6 q        | 1,95                 | 6                    |
| Имке Оннен          | Прыжки в высоту | 1,92       | 14         | завершил выступление | завершил выступление |
| Аньюли Кнеше        | Прыжки с шестом | 4,40       | 12 q       | 4,40                 | 14                   |
| Малайка Михамбо     | Прыжки в длину  | 6,86       | 3 Q        | 6,98                 | 2                    |
| Микаэлле Ассани     | Прыжки в длину  | 6,24       | 28         | завершил выступление | завершил выступление |
| Лаура Ракель Мюллер | Прыжки в длину  | 6,40       | 20         | завершил выступление | завершил выступление |
| Алина Кенцель       | Толкание ядра   | 18,16      | 11 q       | 18,29                | 9                    |
| Катарина Майш       | Толкание ядра   | 17,86      | 16         | завершил выступление | завершил выступление |
| Йемиси Огунлейе     | Толкание ядра   | 19,24      | 3 Q        | 20,00                | 1                    |
| Кристин Пуденц      | Метание диска   | 63,45      | 8 q        | 60,38                | 10                   |
| Марике Штайнакер    | Метание диска   | 62,63      | 12 q       | 65,37                | 4                    |
| Клодин Вита         | Метание диска   | 62,70      | 11 q       | 63,62                | 6                    |
| Кристина Хуссонг    | Метание копья   | 59,99      | 18         | завершил выступление | завершил выступление |

Комбинированные дисциплины – Десятиборье
| Спортсмен       | Вид       | 100 м | ДЛ   | ЯД    | ВЫ   | 400 м | 110 с/б | ДИ    | ШЕ   | КО    | 1500 м  | Сумма | Место |
| --------------- | --------- | ----- | ---- | ----- | ---- | ----- | ------- | ----- | ---- | ----- | ------- | ----- | ----- |
| Никлас Кауль    | Результат | 11,34 | 7,09 | 14,24 | 2,02 | 49,13 | 14,53   | 46,28 | 4,80 | 77,78 | 4.15,00 | 8445  | 8     |
| Никлас Кауль    | Баллы     | 786   | 835  | 743   | 822  | 855   | 907     | 793   | 849  | 1009  | 846     | 8445  | 8     |
| Лео Нойгебауэр  | Результат | 10,67 | 7,98 | 16,55 | 2,05 | 47,70 | 14,51   | 53,33 | 5,00 | 56,64 | 4.44,67 | 8748  | 2     |
| Лео Нойгебауэр  | Баллы     | 935   | 1056 | 885   | 850  | 924   | 910     | 940   | 910  | 687   | 651     | 8748  | 2     |
| Тилль Штайнфорт | Результат | 10,52 | 7,61 | 13,96 | 1,96 | 47,96 | 14,37   | 42,59 | 4,70 | 59,14 | 4.45,43 | 8170  | 15    |
| Тилль Штайнфорт | Баллы     | 970   | 962  | 726   | 767  | 911   | 927     | 717   | 819  | 707   | 646     | 8170  | 15    |

Комбинированные дисциплины – Семиборье
| Спортсмен       | Вид       | 100 м | ВЫ   | ЯД    | 200 м | ДЛ   | КО    | 800 м   | Сумма | Место |
| --------------- | --------- | ----- | ---- | ----- | ----- | ---- | ----- | ------- | ----- | ----- |
| Каролин Шефер   | Результат | 13,42 | 1,71 | 14,02 | 23,85 | 5,52 | 46,45 | 2.16,78 | 6084  | 17    |
| Каролин Шефер   | Баллы     | 1062  | 867  | 795   | 995   | 706  | 791   | 868     | 6084  | 17    |
| Софи Вайсенберг | Результат | DNS   | —    | —     | —     | —    | —     | —       | DNS   | DNS   |
| Софи Вайсенберг | Баллы     | 0     | —    | —     | —     | —    | —     | —       | DNS   | DNS   |

## Настольный теннис
Германия получила право выставить в олимпийском турнире по настольному теннису команду и двух спортсменок в женских соревнованиях, выиграв Чемпионат Европы 2023 года среди команд в Мальмё, и пару в миксте, выиграв Европейские игры 2023 года в Кракове, Польша. На Чемпионате мира по настольному теннису среди команд 2024 года в Пусане, Корея Германия завоевала право выставить в олимпийском турнире по настольному теннису команду и двух спортсменов в мужских соревнованиях, получив таким образом максимально возможное количество квот.
| Спортсмен                          | Дисциплина      | 1/32                    | 1/16                        | 1/8                            | Четвертьфиналы        | Полуфиналы            | Финал / За 3 место       | Финал / За 3 место    |
| Спортсмен                          | Дисциплина      | Соперник Результат      | Соперник Результат          | Соперник Результат             | Соперник Результат    | Соперник Результат    | Соперник Результат       | Место                 |
| ---------------------------------- | --------------- | ----------------------- | --------------------------- | ------------------------------ | --------------------- | --------------------- | ------------------------ | --------------------- |
| Данг Цю                            | Мужчины личное  | PORТьягу Аполония В 4–1 | KAZКирилл Герасименко П 3–4 | завершил выступление           | завершил выступление  | завершил выступление  | завершил выступление     | завершил выступление  |
| Дмитрий Овчаров                    | Мужчины личное  | MEXМаркос Мадрид В 4–0  | BRAВитор Иcий В 4–0         | FRAФеликс Лебрен П 3–4         | завершил выступление  | завершил выступление  | завершил выступление     | завершил выступление  |
| Данг Цю Дмитрий Овчаров Тимо Болль | Мужчины команды | —                       | —                           | Канада · В 3–0                 | Швеция · П 0–3        | завершили выступление | завершили выступление    | завершили выступление |
| Нина Миттльхам                     | Женщины личное  | AUSМинхёнг Дже В 4–0    | PRKПхён Сон Гён П 3–4       | завершила выступление          | завершила выступление | завершила выступление | завершила выступление    | завершила выступление |
| Шань Сяона                         | Женщины личное  | HUNГеоргина Пота П 3–4  | завершила выступление       | завершила выступление          | завершила выступление | завершила выступление | завершила выступление    | завершила выступление |
| Юань Ван Нина Миттльхам Шань Сяона | Женщины команды | —                       | —                           | США · В 3–2                    | Индия · В 3–1         | Япония · П 1–3        | Республика Корея · П 0–3 | 4                     |
| Данг Цю Нина Миттльхам             | Микст пары      | —                       | —                           | KORЛим Чон Хун Син Ю Бин П 0–4 | завершили выступление | завершили выступление | завершили выступление    | завершили выступление |

## Парусный спорт
Германия завоевала право выставить по одной лодке (яхте) в нижеследующих классах судов по результатам Чемпионата мира по парусному спорту 2023 года в Гааге, Нидерланды, Чемпионата Европы 2023 года и регаты «Последний шанс» в Йере, Франция.
Гонки с выбыванием
| Спортсмен         | Дисциплина           | Открытые серии | Открытые серии | Открытые серии | Открытые серии | Открытые серии | Открытые серии | Открытые серии | Открытые серии | Открытые серии | Открытые серии | Открытые серии | Открытые серии | Открытые серии | Открытые серии | Открытые серии | Открытые серии | Открытые серии | Открытые серии | 1/4 финала           | Полуфинал             | Полуфинал             | Полуфинал             | Полуфинал             | Полуфинал             | Полуфинал             | Полуфинал             | Полуфинал             | Финал                 | Финал                 | Финал                 | Финал                 | Финал                 | Финал                 | Финал                 | Финал                 |
| Спортсмен         | Дисциплина           | 1              | 2              | 3              | 4              | 5              | 6              | 7              | 8              | 9              | 10             | 11             | 12             | 13             | 14             | 15             | 16             | Сумма          | Место          | Место                | 1                     | 2                     | 3                     | 4                     | 5                     | 6                     | Всего                 | Место                 | 1                     | 2                     | 3                     | 4                     | 5                     | 6                     | Всего                 | Место                 |
| ----------------- | -------------------- | -------------- | -------------- | -------------- | -------------- | -------------- | -------------- | -------------- | -------------- | -------------- | -------------- | -------------- | -------------- | -------------- | -------------- | -------------- | -------------- | -------------- | -------------- | -------------------- | --------------------- | --------------------- | --------------------- | --------------------- | --------------------- | --------------------- | --------------------- | --------------------- | --------------------- | --------------------- | --------------------- | --------------------- | --------------------- | --------------------- | --------------------- | --------------------- |
| Себастьян Кёрдель | Мужчины IQFoil       | 10             | 15             | 21             | 11             | 20             | 16             | 25 BFD         | 2 RDG          | 1              | 1              | 11             | 8              | 9              | —              | —              | —              | 104            | 12             | завершил выступление | завершил выступление  | завершил выступление  | завершил выступление  | завершил выступление  | завершил выступление  | завершил выступление  | завершил выступление  | завершил выступление  | завершил выступление  | завершил выступление  | завершил выступление  | завершил выступление  | завершил выступление  | завершил выступление  | завершил выступление  | завершил выступление  |
| Тереза Штайнляйн  | Женщины IQFoil       | 3              | 11             | 12             | 16             | 16             | 13             | 2              | 5              | 5              | 13             | 12             | 25 UFD         | 9              | 7              | —              | —              | 108            | 8 QF           | 3                    | завершила выступление | завершила выступление | завершила выступление | завершила выступление | завершила выступление | завершила выступление | завершила выступление | завершила выступление | завершила выступление | завершила выступление | завершила выступление | завершила выступление | завершила выступление | завершила выступление | завершила выступление | завершила выступление |
| Яннис Маус        | Мужчины Формула Кайт | 8              | 9              | 11             | 2              | 2              | 8              | 2              | отменены       | отменены       | отменены       | отменены       | отменены       | отменены       | отменены       | отменены       | отменены       | 21             | 5 SF           | —                    | 2                     | завершил выступление  | завершил выступление  | завершил выступление  | завершил выступление  | завершил выступление  | завершил выступление  | завершил выступление  | завершил выступление  | завершил выступление  | завершил выступление  | завершил выступление  | завершил выступление  | завершил выступление  | завершил выступление  | завершил выступление  |
| Леони Майер       | Женщины Формула Кайт | 4              | 7              | 8              | 4              | 3              | 6              | отменены       | отменены       | отменены       | отменены       | отменены       | отменены       | отменены       | отменены       | отменены       | отменены       | 24             | 5 SF           | —                    | 2                     | завершила выступление | завершила выступление | завершила выступление | завершила выступление | завершила выступление | завершила выступление | завершила выступление | завершила выступление | завершила выступление | завершила выступление | завершила выступление | завершила выступление | завершила выступление | завершила выступление | завершила выступление |

Медальные гонки
| Спортсмен                          | Дисциплина      | Гонка | Гонка  | Гонка | Гонка  | Гонка | Гонка | Гонка  | Гонка  | Гонка    | Гонка    | Гонка | Гонка | Гонка | Баллы | Место |
| Спортсмен                          | Дисциплина      | 1     | 2      | 3     | 4      | 5     | 6     | 7      | 8      | 9        | 10       | 11    | 12    | M*    | Баллы | Место |
| ---------------------------------- | --------------- | ----- | ------ | ----- | ------ | ----- | ----- | ------ | ------ | -------- | -------- | ----- | ----- | ----- | ----- | ----- |
| Филипп Буль                        | Мужчины ILCA 7  | 7     | 30     | 3     | 28     | 26    | 11    | 44 BFD | 1      | отменены | отменены | —     | —     | EL    | 106   | 13    |
| Джулия Буссельберг                 | Женщины ILCA 6  | 10    | 14     | 10    | 27     | 24    | 27    | 23     | 33     | 27       | отменена | —     | —     | EL    | 162   | 25    |
| Якоб Меггендорфер Андреас Шпрангер | Мужчины 49-й    | 6     | 21 BFD | 3     | 12     | 8     | 3     | 16     | 12     | 11       | 7        | 17    | 14    | EL    | 109   | 11    |
| Марла Бергманн Ханна Вилле         | Женщины 49-й FX | 3     | 4      | 5     | 21 BFD | 16    | 7     | 11     | 8      | 8        | 3        | 14    | 5     | 14    | 98    | 6     |
| Симон Диш Анна Маркфорт            | Микст 470       | 8     | 4      | 9     | 10     | 16    | 9     | 19     | 20 RET | отменены | отменены | —     | —     | EL    | 75    | 14    |
| Пауль Кольхофф Алиса Штулеммер     | Микст Накра 17  | 18    | 9      | 3     | 6      | 3     | 2     | 13     | 8      | 5        | 14       | 17    | 10    | 5     | 100   | 8     |

M = Медальная гонка; EL = Выбыл – не участвовал в медальной гонке

## Плавание
Германские пловцы выполнили требования для участия в нижеследующих дисциплинах плавательного турнира Олимпиады (максимум два пловца, выполнивших Олимпийский квалификационный норматив (OST) или, возможно, Олимпийский рассматриваемый норматив (OCT)).
Мужчины
| Спортсмен                                                                     | Дисциплина                | Заплывы  | Заплывы | Полуфиналы           | Полуфиналы           | Финал                | Финал                |
| Спортсмен                                                                     | Дисциплина                | Время    | Место   | Время                | Место                | Время                | Место                |
| ----------------------------------------------------------------------------- | ------------------------- | -------- | ------- | -------------------- | -------------------- | -------------------- | -------------------- |
| Артем Селин                                                                   | 50 м вольный стиль        | 22,54    | 38      | завершил выступление | завершил выступление | завершил выступление | завершил выступление |
| Йоша Сальхов                                                                  | 100 м вольный стиль       | 48,25    | 8 Q     | 47,94                | 8 Q                  | 47,80                | 6                    |
| Лукас Мертенс                                                                 | 200 м вольный стиль       | 1.46,33  | 10 Q    | 1.45,36              | 4 Q                  | 1.45,46              | 5                    |
| Рафаэль Мирослав                                                              | 200 м вольный стиль       | 1.46,81  | 13 Q    | 1.47,34              | 15                   | завершил выступление | завершил выступление |
| Лукас Мертенс                                                                 | 400 м вольный стиль       | 3.44,13  | 1 Q     | —                    | —                    | 3.41,78              | 1                    |
| Оливер Клемет                                                                 | 400 м вольный стиль       | 3.45,75  | 8 Q     | —                    | —                    | 3.46,59              | 7                    |
| Свен Шварц                                                                    | 800 м вольный стиль       | 7.43,67  | 6 Q     | —                    | —                    | 7.43,59              | 5                    |
| Флориан Велльброк                                                             | 800 м вольный стиль       | 7.47,91  | 12      | —                    | —                    | завершил выступление | завершил выступление |
| Свен Шварц                                                                    | 1500 м вольный стиль      | 14.51,97 | 10      | —                    | —                    | завершил выступление | завершил выступление |
| Флориан Велльброк                                                             | 1500 м вольный стиль      | 15.01,88 | 14      | —                    | —                    | завершил выступление | завершил выступление |
| Оле Брауншвайг                                                                | 100 м на спине            | 53,95    | 18      | завершил выступление | завершил выступление | завершил выступление | завершил выступление |
| Марек Ульрих                                                                  | 100 м на спине            | 54,63    | 29      | завершил выступление | завершил выступление | завершил выступление | завершил выступление |
| Лукас Мертенс                                                                 | 200 м на спине            | 1.56,89  | 2 Q     | 1.56,33              | 4 Q                  | 1.55,97              | 8                    |
| Мелвин Имуду                                                                  | 100 м брасс               | 59,49    | 7 Q     | 59,38                | 8 Q                  | 59,11                | 4                    |
| Лукас Матцерат                                                                | 100 м брасс               | 59,52    | 8 Q     | 59,31                | 7 Q                  | 59,30                | 5                    |
| Каии Уинклер                                                                  | 100 м баттерфляй          | 52,64    | 28      | завершил выступление | завершил выступление | завершил выступление | завершил выступление |
| Седрик Бюссинг                                                                | 400 м комплекс            | 4.11,52  | 6 Q     | —                    | —                    | 4.17,16              | 8                    |
| Лука Ник Армбрустер Лукас Мертенс Рафаэль Мирослав Йоша Сальхов Петер Варьязи | 4 × 100 м вольный стиль   | 3.13,15  | 8 Q     | —                    | —                    | 3.12,29              |                      |
| Лукас Мертенс Рафаэль Мирослав Йоша Сальхов Тимо Соргиус                      | 4 × 200 м вольный стиль   | 7.06,20  | 5 Q     | —                    | —                    | 7.09,56              | 8                    |
| Оле Брауншвайг Мелвин Имуду Лука Ник Армбрустер Йоша Сальхов                  | 4 × 100 м комбинированная | 3.32,51  | 8 Q     | —                    | —                    | 3.32,46              | 6                    |
| Флориан Велльброк                                                             | 10 км открытая вода       | —        | —       | —                    | —                    | 1:51.54,4            | 8                    |
| Оливер Клемет                                                                 | 10 км открытая вода       | —        | —       | —                    | —                    | 1:50.54,8            | 2                    |

Женщины
| Спортсмен                                            | Дисциплина                | Заплывы  | Заплывы | Полуфиналы            | Полуфиналы            | Финал                 | Финал                 |
| Спортсмен                                            | Дисциплина                | Время    | Место   | Время                 | Место                 | Время                 | Место                 |
| ---------------------------------------------------- | ------------------------- | -------- | ------- | --------------------- | --------------------- | --------------------- | --------------------- |
| Юлия Мрозински                                       | 200 м вольный стиль       | 1.59,87  | 17      | завершила выступление | завершила выступление | завершила выступление | завершила выступление |
| Изабель Гозе                                         | 400 м вольный стиль       | 4.03,83  | 8 Q     | —                     | —                     | 4.02,14               | 5                     |
| Леони Мертенс                                        | 400 м вольный стиль       | 4.09,62  | 14      | завершила выступление | завершила выступление | завершила выступление | завершила выступление |
| Изабель Гозе                                         | 800 м вольный стиль       | 8.20,63  | 5 Q     | —                     | —                     | 8.17,82               | 5                     |
| Изабель Гозе                                         | 1500 м вольный стиль      | 15.53,27 | 4 Q     | —                     | —                     | 15.41,16              | 3                     |
| Леони Мертенс                                        | 1500 м вольный стиль      | 16.08,69 | 8 Q     | —                     | —                     | 16.12,57              | 8                     |
| Анна Элендт                                          | 100 м брасс               | 1.07,00  | 20      | завершила выступление | завершила выступление | завершила выступление | завершила выступление |
| Ангелина Кёлер                                       | 100 м баттерфляй          | 56,90    | 6 Q     | 56,55                 | 4 Q                   | 56,42                 | 4                     |
| Изабель Гозе Николь Майер Юлия Мрозински Неле Шульце | 4 × 200 м вольный стиль   | 7.55,57  | 10      | —                     | —                     | завершили выступление | завершили выступление |
| Лаура Ридеманн Анна Элендт Ангелина Кёлер Нина Хольт | 4 × 100 м комбинированная | 3.58,12  | 9       | —                     | —                     | завершили выступление | завершили выступление |
| Леони Бек                                            | 10 км открытая вода       | —        | —       | —                     | —                     | 2:06.13,4             | 9                     |
| Леони Мертенс                                        | 10 км открытая вода       | —        | —       | —                     | —                     | 2:15.57,3             | 22                    |

Микст
| Спортсмен                                             | Дисциплина                | Заплывы | Заплывы | Финал                 | Финал                 |
| Спортсмен                                             | Дисциплина                | Время   | Место   | Время                 | Место                 |
| ----------------------------------------------------- | ------------------------- | ------- | ------- | --------------------- | --------------------- |
| Оле Брауншвайг Нина Хольт Мелвин Имуду Ангелина Кёлер | 4 × 100 м комбинированная | 3.44,75 | 9       | завершили выступление | завершили выступление |

## Пляжный волейбол
Германия получила одну квоту на участие в мужском и две квоты на участие в женском олимпийских турнирах по пляжному волейболу на основании Олимпийского рейтинга FIVB.
| Спортсмены                    | Категория | Групповой этап                           | Групповой этап                                 | Групповой этап                           | Групповой этап | 1/8 финала                                    | Четвертьфиналы                           | Полуфиналы                            | Финал / Матч за 3 место                | Место |
| Спортсмены                    | Категория | Соперник Счёт                            | Соперник Счёт                                  | Соперник Счёт                            | Место          | Соперник Счёт                                 | Соперник Счёт                            | Соперник Счёт                         | Соперник Счёт                          | Место |
| ----------------------------- | --------- | ---------------------------------------- | ---------------------------------------------- | ---------------------------------------- | -------------- | --------------------------------------------- | ---------------------------------------- | ------------------------------------- | -------------------------------------- | ----- |
| Нильс Элерс Клеменс Виклер    | Мужчины   | Реми Бассеро Жюльен Линель (FRA) В 2–0   | Томас Ходжес Закери Шуберт (AUS) В 2–1         | Михаль Брыль Бартош Лосяк (POL) В 2–0    | 1 Q            | Джордж Вандерлей Андре Штейн (BRA) В 2–0      | Стефан Бурманс Йорик де Грот (NED) В 2–0 | Андерс Мол Кристиан Сёрум (NOR) В 2–1 | Давид Оман Йонатан Хельвиг (SWE) П 0–2 | 2     |
| Свенья Мюллер Цинья Тилльманн | Женщины   | FRAКлеманс Виейра Алин Шамро В 2–0       | CZEБарбора Германнова Мари-Сара Штохлова В 2–0 | USAСара Хьюз Келли Ченг П 0–2            | 2 Q            | Тина Граудиня Анастасия Самойлова (LAT) П 1–2 | завершили выступление                    | завершили выступление                 | завершили выступление                  | =9    |
| Лаура Людвиг Луиза Липпман    | Женщины   | Лезана Пласетт Алексия Ришар (FRA) П 0–2 | Таня Хюберли Нина Бруннер (SUI) П 0–2          | Даниэла Альварес Таня Морено (ESP) П 0–2 | 4              | завершили выступление                         | завершили выступление                    | завершили выступление                 | завершили выступление                  | =19   |

## Прыжки в воду
Германия завоевала по два места в олимпийские соревнования мужчин на 3-метровом трамплине и женщина на 10-метровой вышке на Чемпионате мира по водным видам спорта 2023 года в Фукуоке, Япония и одно место в соревнования на 10-метровой вышке у мужчин на Европейских играх 2023 в Жешуве, Польша. По одной квоте в соревнования женщин на 3-метровом трамплине и синхронных прыжках на 3-метровом трамплине у женщин и 10-метровой вышке у мужчин Германия получила по результатам Чемпионата мира по водным видам спорта 2024 года в Дохе, Катар. Еще одну квоту в соревнования женщин на 3-метровом трамплине Германия получила в результате перераспределения квот.
| Спортсмен                  | Дисциплина                             | Квалификация | Квалификация | Полуфинал             | Полуфинал             | Финал                 | Финал                 |
| Спортсмен                  | Дисциплина                             | Баллы        | Место        | Баллы                 | Место                 | Баллы                 | Место                 |
| -------------------------- | -------------------------------------- | ------------ | ------------ | --------------------- | --------------------- | --------------------- | --------------------- |
| Ларс Рюдигер               | Мужчины 3-метровый трамплин            | 301,15       | 25           | завершил выступление  | завершил выступление  | завершил выступление  | завершил выступление  |
| Мориц Веземан              | Мужчины 3-метровый трамплин            | 398,70       | 9 Q          | 433,00                | 8 Q                   | 363,65                | 12                    |
| Тимо Бартель               | Мужчины 10-метровая вышка              | 402,65       | 12 Q         | 411,50                | 9 Q                   | 446,20                | 6                     |
| Етте Мюллер                | Женщины 3-метровый трамплин            | 262,85       | 20           | завершила выступление | завершила выступление | завершила выступление | завершила выступление |
| Саския Оттингхаус          | Женщины 3-метровый трамплин            | 279,35       | 15 Q         | 286,75                | 9 Q                   | 297,35                | 8                     |
| Кристина Вассен            | Женщины 10-метровая вышка              | 303,20       | 7 Q          | 255,55                | 17                    | завершила выступление | завершила выступление |
| Паулина Пфайф              | Женщины 10-метровая вышка              | 264,15       | 21           | завершила выступление | завершила выступление | завершила выступление | завершила выступление |
| Тимо Бартель Яден Айкерман | Мужчины 10-метровая вышка синхронные   | —            | —            | —                     | —                     | 364,41                | 7                     |
| Лена Хентшель Етте Мюллер  | Женщины 3-метровый трамплин синхронные | —            | —            | —                     | —                     | 288,69                | 6                     |

## Прыжки на батуте
Германия получила одно место в олимпийские соревнования мужчин по результатам Серии этапов Кубка мира 2023-2024 годов.
| Спортсмен     | Дисциплина | Квалификация | Квалификация | Финал                | Финал                |
| Спортсмен     | Дисциплина | Баллы        | Место        | Баллы                | Место                |
| ------------- | ---------- | ------------ | ------------ | -------------------- | -------------------- |
| Фабиан Фогель | Мужчины    | 56,890       | 11           | завершил выступление | завершил выступление |

## Сёрфинг
Германские сёрферы завоевали по одному месту в мужские и женские соревнования по сёрфингу по результатам Всемирных игр по сёрфингу 2024 года в Аребико, Пуэрто-Рико.
| Спортсмен    | Категория | 1 раунд | 1 раунд | 2 раунд                       | 3 раунд               | Четвертьфинал         | Полуфинал             | Финал / За 3 место    | Финал / За 3 место    |
| Спортсмен    | Категория | Счёт    | Место   | Соперник Результат            | Соперник Результат    | Соперник Результат    | Соперник Результат    | Соперник Результат    | Место                 |
| ------------ | --------- | ------- | ------- | ----------------------------- | --------------------- | --------------------- | --------------------- | --------------------- | --------------------- |
| Тим Элтер    | Мужчины   | 4,00    | 3 R2    | JPNКоннор О’Лири П 6,07–14,50 | завершил выступление  | завершил выступление  | завершил выступление  | завершил выступление  | завершил выступление  |
| Камилла Кемп | Женщины   | 2,80    | 3 R2    | RSAСара Баум П 4,94–10,50     | завершила выступление | завершила выступление | завершила выступление | завершила выступление | завершила выступление |

## Скейтбординг
Германия получила одно место в женские соревнования в дисциплине парк на основании Олимпийского рейтинга OWSR и одно место в женские соревнования в той же дисциплине после перераспределения квот.
| Спортсмен       | Дисциплина   | Заезд | Заезд | Финал                 | Финал                 |
| Спортсмен       | Дисциплина   | Счет  | Место | Счет                  | Место                 |
| --------------- | ------------ | ----- | ----- | --------------------- | --------------------- |
| Тайлер Эдтмайер | Парк мужчины | 78,20 | 17    | завершил выступление  | завершил выступление  |
| Лилли Стофазиус | Парк Женщины | 74,40 | 14    | завершила выступление | завершила выступление |

## Современное пятиборье
Германия завоевала по одному месту в женский и мужской олимпийские турниры по современному пятиборью на Европейских играх 2023 года в Кракове, Польша и еще по одному месту на основании Мирового рейтинга UIPM.

### Полуфиналы
| Спортсмен        | Дисциплина     | Фехтование (шпага до 1 укола) | Фехтование (шпага до 1 укола) | Фехтование (шпага до 1 укола) | Фехтование (шпага до 1 укола) | Плавание (200 м вольный стиль) | Плавание (200 м вольный стиль) | Плавание (200 м вольный стиль) | Конный спорт (конкур) | Конный спорт (конкур) | Конный спорт (конкур) | Конный спорт (конкур) | Комбинация: стрельба и бег (10 м пистолет)/(3200 м) | Комбинация: стрельба и бег (10 м пистолет)/(3200 м) | Комбинация: стрельба и бег (10 м пистолет)/(3200 м) | Сумма | Место |
| Спортсмен        | Дисциплина     | ОР                            | Место                         | Баллы                         | БР                            | Время                          | Место                          | Баллы                          | Время                 | Штраф                 | Место                 | Баллы                 | Время                                               | Место                                               | Баллы                                               | Сумма | Место |
| ---------------- | -------------- | ----------------------------- | ----------------------------- | ----------------------------- | ----------------------------- | ------------------------------ | ------------------------------ | ------------------------------ | --------------------- | --------------------- | --------------------- | --------------------- | --------------------------------------------------- | --------------------------------------------------- | --------------------------------------------------- | ----- | ----- |
| Марвин Догю      | Мужской турнир | 20–15                         | 14                            | 225                           | 8                             | 2.07,95                        | 15                             | 295                            | 56,96                 | 14                    | 11                    | 286                   | 10.11,78                                            | 3                                                   | 689                                                 | 1503  | 6 Q   |
| Фабиан Либиг     | Мужской турнир | 17–18                         | 19                            | 210                           | 0                             | 2.03,81                        | 9                              | 303                            | 58,15                 | 0                     | 11                    | 300                   | 10.09,13                                            | 7                                                   | 691                                                 | 1504  | 6 Q   |
| Анника Циллекенс | Женский турнир | 17–18                         | 18                            | 210                           | 0                             | 2.18,88                        | 10                             | 273                            | 71,56                 | 25                    | 15                    | 275                   | 11.11,93                                            | 2                                                   | 629                                                 | 1387  | 10 q  |
| Ребекка Лангрер  | Женский турнир | 18–17                         | 14                            | 215                           | 0                             | 2.19,58                        | 12                             | 271                            | DNS                   | DNS                   | DNS                   | 0                     | 12.44,33                                            | 18                                                  | 536                                                 | 1022  | 18    |

### Финалы
| Спортсмен        | Дисциплина     | Фехтование (шпага до 1 укола) | Фехтование (шпага до 1 укола) | Фехтование (шпага до 1 укола) | Фехтование (шпага до 1 укола) | Плавание (200 м вольный стиль) | Плавание (200 м вольный стиль) | Плавание (200 м вольный стиль) | Конный спорт (конкур) | Конный спорт (конкур) | Конный спорт (конкур) | Конный спорт (конкур) | Комбинация: стрельба и бег (10 м пистолет)/(3200 м) | Комбинация: стрельба и бег (10 м пистолет)/(3200 м) | Комбинация: стрельба и бег (10 м пистолет)/(3200 м) | Сумма | Место |
| Спортсмен        | Дисциплина     | ОР                            | Место                         | Баллы                         | БР                            | Время                          | Место                          | Баллы                          | Время                 | Штраф                 | Место                 | Баллы                 | Время                                               | Место                                               | Баллы                                               | Сумма | Место |
| ---------------- | -------------- | ----------------------------- | ----------------------------- | ----------------------------- | ----------------------------- | ------------------------------ | ------------------------------ | ------------------------------ | --------------------- | --------------------- | --------------------- | --------------------- | --------------------------------------------------- | --------------------------------------------------- | --------------------------------------------------- | ----- | ----- |
| Марвин Догю      | Мужской турнир | 20–15                         | 14                            | 225                           | 0                             | 2.07,00                        | 16                             | 296                            | 52,65                 | 7                     | 7                     | 293                   | 9.54,76                                             | 7                                                   | 706                                                 | 1520  | 8     |
| Фабиан Либиг     | Мужской турнир | 17–18                         | 19                            | 210                           | 0                             | 2.04.18                        | 11                             | 302                            | 56,43                 | 0                     | 2                     | 300                   | 10.05,62                                            | 12                                                  | 695                                                 | 1507  | 12    |
| Анника Циллекенс | Женский турнир | 17–18                         | 18                            | 210                           | 0                             | 2.04,18                        | 11                             | 302                            | 56,69                 | 0                     | 2                     | 300                   | 10.05,62                                            | 12                                                  | 695                                                 | 1507  | 12    |

## Спортивное скалолазание
Германия завоевала два места в мужской и одно место в женской комбинации боулдеринга и лазания на трудность по итогам Олимпийской квалификационной серии.
Комбинация боулдеринга и лазания на трудность
| Спортсмен       | Категория | Квалификация | Квалификация | Квалификация | Квалификация | Квалификация | Квалификация | Финал                 | Финал                 | Финал                 | Финал                 | Финал                 | Финал                 |
| Спортсмен       | Категория | Боулдеринг   | Боулдеринг   | Трудность    | Трудность    | Всего        | Место        | Боулдеринг            | Боулдеринг            | Трудность             | Трудность             | Всего                 | Место                 |
| Спортсмен       | Категория | Результат    | Место        | Результат    | Место        | Всего        | Место        | Результат             | Место                 | Результат             | Место                 | Всего                 | Место                 |
| --------------- | --------- | ------------ | ------------ | ------------ | ------------ | ------------ | ------------ | --------------------- | --------------------- | --------------------- | --------------------- | --------------------- | --------------------- |
| Янник Флохе     | Мужчины   | 29,7         | 12           | 39,1         | 9            | 68,8         | 9            | завершил выступление  | завершил выступление  | завершил выступление  | завершил выступление  | завершил выступление  | завершил выступление  |
| Александр Мегос | Мужчины   | 24,7         | 15           | 24,0         | 11           | 48,7         | 13           | завершил выступление  | завершил выступление  | завершил выступление  | завершил выступление  | завершил выступление  | завершил выступление  |
| Луция Дёрффель  | Женщины   | 29,2         | 16           | 51,1         | 10           | 80,3         | 16           | завершила выступление | завершила выступление | завершила выступление | завершила выступление | завершила выступление | завершила выступление |

## Стрельба
Германия завоевала двенадцать мест в различных дисциплинах олимпийского турнира стрелков на разных этапах отбора, включая Чемпионат Европы в дисциплинах на 25 и 50 м 2022 во Вроцлаве, Польша, Чемпионат мира по стрельбе 2023 года в Баку, Азербайджан, Чемпионат Европы в дисциплинах на 10 м 2024 года в Дьёре, Венгрия, Олимпийский квалификационный турнир ISSF по пулевой стрельбе 2024 года в Дохе, Катар и Чемпионат Европы по стендовой стрельбе 2024 года в Лонато, Италия. Одно место в женской винтовке Германия получила по Мировому Олимпийскому рейтингу. Еще пять квот Германия получила благодаря квалификации стрелков в других дисциплинах согласно правилам ISSF.
Мужчины
| Спортсмен           | Дисциплина                            | Квалификация | Квалификация | Финал                | Финал                |
| Спортсмен           | Дисциплина                            | Баллы        | Место        | Баллы                | Место                |
| ------------------- | ------------------------------------- | ------------ | ------------ | -------------------- | -------------------- |
| Максимилиан Ульбрих | Винтовка из трёх положений, 50 метров | 588          | 17           | завершил выступление | завершил выступление |
| Максимилиан Ульбрих | Пневматическая винтовка, 10 метров    | 628,9        | 14           | завершил выступление | завершил выступление |
| Флориан Петер       | Скорострельный пистолет, 25 метров    | 585          | 6 Q          | 20                   | 4                    |
| Кристиан Райц       | Скорострельный пистолет, 25 метров    | 577          | 23           | завершил выступление | завершил выступление |
| Робин Вальтер       | Пневматический пистолет, 10 метров    | 577          | 8 Q          | 158,4                | 6                    |
| Кристиан Райц       | Пневматический пистолет, 10 метров    | 580          | 3 Q          | 177,6                | 5                    |
| Свен Корте          | Скит                                  | 122          | 8            | завершил выступление | завершил выступление |

Женщины
| Спортсмен         | Дисциплина                            | Квалификация | Квалификация | Финал                 | Финал                 |
| Спортсмен         | Дисциплина                            | Баллы        | Место        | Баллы                 | Место                 |
| ----------------- | ------------------------------------- | ------------ | ------------ | --------------------- | --------------------- |
| Анна Янссен       | Винтовка из трёх положений, 50 метров | 587          | 11           | завершила выступление | завершила выступление |
| Анна Янссен       | Пневматическая винтовка, 10 метров    | 627,5        | 19           | завершила выступление | завершила выступление |
| Йолин Бер         | Винтовка из трёх положений, 50 метров | 587          | 9            | завершила выступление | завершила выступление |
| Лиза Мюллер       | Пневматическая винтовка, 10 метров    | 626,5        | 25           | завершила выступление | завершила выступление |
| Дорен Феннекамп   | Пистолет, 25 метров                   | 583          | 13           | завершила выступление | завершила выступление |
| Дорен Феннекамп   | Пневматический пистолет, 10 метров    | 572          | 20           | завершила выступление | завершила выступление |
| Йозефин Эдер      | Пистолет, 25 метров                   | 569          | 36           | завершила выступление | завершила выступление |
| Йозефин Эдер      | Пневматический пистолет, 10 метров    | 567          | 30           | завершила выступление | завершила выступление |
| Катрин Мурхе      | Трап                                  | 119          | 11           | завершила выступление | завершила выступление |
| Надин Мессершмидт | Скит                                  | 117          | 17           | завершила выступление | завершила выступление |
| Неле Виссмер      | Скит                                  | 120          | 8            | завершила выступление | завершила выступление |

Микст
| Спортсмен                       | Дисциплина                         | Квалификация | Квалификация | Финал                                 | Финал                 |
| Спортсмен                       | Дисциплина                         | Баллы        | Место        | Баллы                                 | Место                 |
| ------------------------------- | ---------------------------------- | ------------ | ------------ | ------------------------------------- | --------------------- |
| Максимилиан Ульбрих Анна Янссен | Пневматическая винтовка, 10 метров | 629,7        | 4 QB         | KAZАлександра Ле Ислам Сатпаев П 5–17 | 4                     |
| Свен Корте Надин Мессершмидт    | Скит                               | 142          | 10           | завершили выступление                 | завершили выступление |

## Стрельба из лука
Германия завоевала максимальную квоту на участие в женских соревнованиях по стрельбе из лука по результатам Чемпионата мира по стрельбе из лука 2023 года в Берлине, получив право выставить команду и трех спортсменок в личном турнире. В мужском турнире Германия получила одно место на Европейских играх 2023 года в Кракове, Польша. Также, квалифицировав минимум одного участника в мужской и женский личный турниры, Германия получила право выставить дуэт в миксте.
| Спортсмен                                  | Дисциплина                        | Предварительный раунд | Предварительный раунд | 1/32                       | 1/16                         | 1/8                    | Четвертьфиналы        | Полуфиналы              | Финал / За 3 место       | Финал / За 3 место    |
| Спортсмен                                  | Дисциплина                        | Результат             | Посев                 | Соперник Счет              | Соперник Счет                | Соперник Счет          | Соперник Счет         | Соперник Счет           | Соперник Счет            | Место                 |
| ------------------------------------------ | --------------------------------- | --------------------- | --------------------- | -------------------------- | ---------------------------- | ---------------------- | --------------------- | ----------------------- | ------------------------ | --------------------- |
| Флориан Унру                               | Мужчины индивидуальное первенство | 681                   | 3                     | EGYЮссуф Толба В 6–0       | JPNДзюния Наканиси В 6–4     | GBRТом Холл В 7–3      | FRAБатист Аддис В 6–5 | USAБрейди Эллисон П 3–7 | KORЛи У Сок П 0–6        | 4                     |
| Катарина Бауэр                             | Женщины индивидуальное первенство | 656                   | 27                    | USAКаталина Гнорьега П 0–6 | завершила выступление        | завершила выступление  | завершила выступление | завершила выступление   | завершила выступление    | завершила выступление |
| Мишель Кроппен                             | Женщины индивидуальное первенство | 670                   | 7                     | SMRДжорджия Сезарини В 7–3 | AZEЯйлагюль Рамазанова В 6–2 | INDДипика Кумари П 4–6 | завершила выступление | завершила выступление   | завершила выступление    | завершила выступление |
| Шарлин Шварц                               | Женщины индивидуальное первенство | 639                   | 45                    | MEXАна Васкес В 6–4        | KORЧон Хон Ён П 7–1          | завершила выступление  | завершила выступление | завершила выступление   | завершила выступление    | завершила выступление |
| Катарина Бауэр Мишель Кроппен Шарлин Шварц | Женщины команды                   | 1965                  | 6                     | —                          | —                            | Великобритания · В 6–0 | Мексика · П 1–5       | завершили выступление   | завершили выступление    | завершили выступление |
| Флориан Унру Мишель Кроппен                | Микст                             | 1351                  | 2 Q                   | —                          | —                            | Колумбия · В 5–4       | Мексика · В 5–1       | США · В 5–3             | Республика Корея · П 0–6 | 2                     |

## Теннис
Германия получила максимально возможное количество мест в олимпийские теннисные соревнования: по четыре места в одиночные и два места в парные турниры у мужчин и женщин по рейтингу ATP и WTA соответственно, а также одно место в миксте согласно суммарному олимпийскому рейтингу.
| Спортсмен                        | Дисциплина        | 1/32 финала                                    | 1/16 финала                                         | 1/8 финала                                    | Четвертьфиналы                                  | Полуфиналы            | Финал / За 3 место    | Финал / За 3 место    |
| Спортсмен                        | Дисциплина        | Соперник Счёт                                  | Соперник Счёт                                       | Соперник Счёт                                 | Соперник Счёт                                   | Соперник Счёт         | Соперник Счёт         | Место                 |
| -------------------------------- | ----------------- | ---------------------------------------------- | --------------------------------------------------- | --------------------------------------------- | ----------------------------------------------- | --------------------- | --------------------- | --------------------- |
| Александр Зверев                 | Мужчины одиночный | ESPХауме Мунар В 6–2, 6–2                      | CZEТомаш Махач В 6–3, 7–5                           | AUSАлексей Попырин В 7–5, 6–3                 | ITAЛоренцо Музетти П 5–7, 5–7                   | завершил выступление  | завершил выступление  | завершил выступление  |
| Ян-Леннард Штруфф                | Мужчины одиночный | PORФрансишку Кабрал В 6–2, 6–2                 | FRAКорантен Муте П WO                               | завершил выступление                          | завершил выступление                            | завершил выступление  | завершил выступление  | завершил выступление  |
| Доминик Кёпфер                   | Мужчины одиночный | CANМилош Раонич В 6–7(2–7), 7–6(7–5), 7–6(7–1) | ITAМаттео Арнальди В 3–6, 6–2, 6–1                  | SRBНовак Джокович П 5–7, 3–6                  | завершил выступление                            | завершил выступление  | завершил выступление  | завершил выступление  |
| Максимилиан Мартерер             | Мужчины одиночный | SRBДушан Лайович В 6–3, 6–7(6–8), 6–3          | CANФеликс Оже-Альяссим П 0–6, 1–6                   | завершил выступление                          | завершил выступление                            | завершил выступление  | завершил выступление  | завершил выступление  |
| Кевин Кравиц Тим Пюц             | Мужчины парный    | —                                              | AINДаниил Медведев Роман Сафиуллин В 6–4, 6–4       | FRAГаэль Монфис Эдуар Роже-Васслен В 6–3, 6–1 | CZEТомаш Махач Адам Павласек П 6–3, 1–6, [5–10] | завершили выступление | завершили выступление | завершили выступление |
| Ян-Леннард Штруфф Доминик Кёпфер | Мужчины парный    | —                                              | CROНикола Мектич Мате Павич В 6–3, 6–7(5–7), [10–5] | PORНуну Боржеш Франсишку Кабрал В 6–2, 6–2    | AUSМэттью Эбден Джон Пирс П 6–7(2–7), 6–7(4–7)  | завершили выступление | завершили выступление | завершили выступление |
| Татьяна Мария                    | Женщины одиночный | ARGМария Лурдес Карле П 0–6, 0–6               | завершила выступление                               | завершила выступление                         | завершила выступление                           | завершила выступление | завершила выступление | завершила выступление |
| Анжелика Кербер                  | Женщины одиночный | JPNНаоми Осака В 7–5, 6–3                      | ROUЖаклин Кристиан В 6–4, 3–6, 6–4                  | CANЛейла Фернандес В 6–4, 6–3                 | CHNЧжэн Циньвэнь П 7–6(7–4), 4–6, 6–7(6–8)      | завершила выступление | завершила выступление | завершила выступление |
| Лаура Зигемунд                   | Женщины одиночный | USAДаниэль Коллинз П 3–6, 0–2, RET             | завершила выступление                               | завершила выступление                         | завершила выступление                           | завершила выступление | завершила выступление | завершила выступление |
| Тамара Корпач                    | Женщины одиночный | CHNВан Синьюй П 2–6, 1–6                       | завершила выступление                               | завершила выступление                         | завершила выступление                           | завершила выступление | завершила выступление | завершила выступление |
| Лаура Зигемунд Анжелика Кербер   | Женщины парный    | —                                              | GBRКэти Боултер Хезер Уотсон П 2–6, 3–6             | завершили выступление                         | завершили выступление                           | завершили выступление | завершили выступление | завершили выступление |
| Татьяна Мария Тамара Корпач      | Женщины парный    | —                                              | ARGМария Лурдес Карле Надя Подорошка П 3–6, 0–6     | завершили выступление                         | завершили выступление                           | завершили выступление | завершили выступление | завершили выступление |
| Александр Зверев Лаура Зигемунд  | Микст             | —                                              | —                                                   | CZEКатерина Синякова Томаш Махач П 4–6, 5–7   | завершили выступление                           | завершили выступление | завершили выступление | завершили выступление |

## Триатлон
Германия завоевала по два квотных места в соревнования мужчин и женщин, заняв второе место на Чемпионате мира в смешанных эстафетах 2023 года в Гамбурге, и по одному квотному месту в соревнования мужчин и женщин на основании Индивидуального рейтинга World Triathlon.
Личное
| Спортсмен      | Категория | Время             | Время     | Время             | Время     | Время       | Время   | Место |
| Спортсмен      | Категория | Плавание (1,5 км) | Переход 1 | Велосипед (40 км) | Переход 2 | Бег (10 км) | Всего   | Место |
| -------------- | --------- | ----------------- | --------- | ----------------- | --------- | ----------- | ------- | ----- |
| Лассе Лурс     | Мужчины   | 21,00             | 0,52      | 51,34             | 0,27      | 32,03       | 1.45,56 | 21    |
| Тим Хелльвиг   | Мужчины   | 20,34             | 0,47      | 52,03             | 0,26      | 31,39       | 1.45,29 | 18    |
| Йонас Шомбург  | Мужчины   | 20,32             | 0,51      | 52,00             | 0,22      | 32,41       | 1.46,26 | 24    |
| Лиза Терч      | Женщины   | 22,45             | 0,50      | 59,12             | 0,29      | 33,47       | 1.57,03 | 9     |
| Нина Эйм       | Женщины   | 23,38             | 0,53      | 58,16             | 0,29      | 33,57       | 1.57,13 | 12    |
| Лаура Линдеман | Женщины   | 22,48             | 0,53      | 59,07             | 0,31      | 33,42       | 1.57,01 | 8     |

Эстафета
| Спортсмен      | Категория      | Время            | Время     | Время            | Время     | Время      | Время   | Место |
| Спортсмен      | Категория      | Плавание (300 м) | Переход 1 | Велосипед (7 км) | Переход 2 | Бег (2 км) | Всего   | Место |
| -------------- | -------------- | ---------------- | --------- | ---------------- | --------- | ---------- | ------- | ----- |
| Тим Хелльвиг   | Микст эстафета | 4,09             | 1,05      | 9,40             | 0,23      | 4,49       | 20,06   | 2     |
| Лиза Терч      | Микст эстафета | 4,58             | 1,06      | 10,47            | 0,26      | 5,24       | 22,41   | 1     |
| Лассе Лурс     | Микст эстафета | 4,25             | 1,00      | 9,33             | 0,25      | 5,01       | 20,24   | 2     |
| Лаура Линдеман | Микст эстафета | 4,55             | 1,10      | 10,20            | 0,29      | 5,34       | 22,28   | 1     |
| Всего          | Микст эстафета | —                | —         | —                | —         | —          | 1:25.39 | 1     |

## Тхэквондо
Германия завоевала одно место в женском турнире в соответствии с рейтингом WT.
| Спортсмен     | Дисциплина          | 1/8 финала                    | Четвертьфиналы             | Полуфиналы         | Утеш. поединки                     | Финал/За 3 место              | Финал/За 3 место |
| Спортсмен     | Дисциплина          | Соперник Результат            | Соперник Результат         | Соперник Результат | Соперник Результат                 | Соперник Результат            | Место            |
| ------------- | ------------------- | ----------------------------- | -------------------------- | ------------------ | ---------------------------------- | ----------------------------- | ---------------- |
| Лорена Брандл | Женщины свыше 67 кг | CUBАрлеттис Акоста В 0–0, 1–0 | FRAАльтея Лорен П 3–8, 3–8 | —                  | TJKМунира Абдусаломова В 8–1, 15–4 | KORЛи Да Бин П 2–4, 9–5, 2–13 | 5                |

## Фехтование
Германия получила по рейтингу FEI по одному индивидуальному месту в мужской сабле и женской рапире.
| Спортсмен   | Дисциплина     | 1/16 финала               | 1/8 финала                  | Четвертьфинал             | Полуфинал             | Финал / За 3 место    | Финал / За 3 место    |
| Спортсмен   | Дисциплина     | Соперник Счет             | Соперник Счет               | Соперник Счет             | Соперник Счет         | Соперник Счет         | Место                 |
| ----------- | -------------- | ------------------------- | --------------------------- | ------------------------- | --------------------- | --------------------- | --------------------- |
| Матьяш Сабо | Мужчины сабля  | KUWЮсеф аль-Шамлан В 15–6 | FRAСебастьен Патрис В 15–13 | EGYЗияд эль-Сасси П 14–15 | завершил выступление  | завершил выступление  | завершил выступление  |
| Анне Зауэр  | Женщины рапира | EGYМалак Хамза В 15–3     | HKGДафна Чан В 15–8         | ITAАличе Вольпи П 12–15   | завершила выступление | завершила выступление | завершила выступление |

## Футбол
Женская сборная Германии по футболу завоевало право участвовать в олимпийском турнире, заняв третье место в Европейской Лиги наций 2023-2024 годов.
| Команда  | Соревнование   | Групповая стадия  | Групповая стадия | Групповая стадия | Групповая стадия | Четвертьфиналы                     | Полуфиналы             | Финал / За 3 место | Финал / За 3 место |
| Команда  | Соревнование   | Соперник Счёт     | Соперник Счёт    | Соперник Счёт    | Место            | Соперник Счёт                      | Соперник Счёт          | Соперник Счёт      | Место              |
| -------- | -------------- | ----------------- | ---------------- | ---------------- | ---------------- | ---------------------------------- | ---------------------- | ------------------ | ------------------ |
| Германия | Женский турнир | Австралия · В 3–0 | США · П 1–4      | Замбия · В 4–1   | 2 Q              | Канада · В 4–2ПЕН · 0–0 (доп. вр.) | США · П 0–1 (доп. вр.) | Испания · В 1–0    | 3                  |

### Женский турнир
Состав команды
Состав команды был объявлен 3 июля 2024 года.
Тренер:  Хорст Хрубеш
| №  | Позиция | Игрок             | Дата рождения / возраст  | Матчи | Голы | Клуб                          |
| -- | ------- | ----------------- | ------------------------ | ----- | ---- | ----------------------------- |
| 1  | Вр      | Мерле Фромс       | 28 январь 1995 (29 лет)  |       |      | Вольфсбург                    |
| 2  | Защ     | Сараи Линдер      | 26 октябрь 1999 (24 лет) |       |      | Хоффенхайм                    |
| 3  | Защ     | Катрин Хендрих    | 6 апрель 1992 (32 лет)   |       |      | Вольфсбург                    |
| 4  | Защ     | Бибиана Шульце    | 12 ноябрь 1998 (25 лет)  |       |      | Атлетик Бильбао               |
| 5  | Защ     | Марина Хегеринг   | 17 апрель 1990 (34 лет)  |       |      | Вольфсбург                    |
| 6  | ПЗ      | Янина Минге       | 11 июнь 1999 (25 лет)    |       |      | Фрайбург                      |
| 7  | Нап     | Леа Шюллер        | 12 ноябрь 1997 (26 лет)  |       |      | Бавария                       |
| 8  | ПЗ      | Сидни Лохман      | 19 июнь 2000 (24 лет)    |       |      | Бавария                       |
| 9  | ПЗ      | Шёке Нюскен       | 22 январь 2001 (23 лет)  |       |      | Челси                         |
| 10 | Нап     | Лаура Фрайганг    | 1 февраль 1998 (26 лет)  |       |      | Айнтрахт (Франкфурт-на-Майне) |
| 11 | Нап     | Александра Попп   | 6 апрель 1991 (33 лет)   |       |      | Вольфсбург                    |
| 12 | Вр      | Анн-Катрин Бергер | 9 октябрь 1990 (33 лет)  |       |      | Готэм                         |
| 13 | ПЗ      | Сара Доорзун      | 17 ноябрь 1991 (32 лет)  |       |      | Айнтрахт (Франкфурт-на-Майне) |
| 14 | ПЗ      | Элиза Сенс        | 1 октябрь 1997 (26 лет)  |       |      | Байер                         |
| 15 | Защ     | Джулия Гвинн      | 2 июль 1999 (25 лет)     |       |      | Бавария                       |
| 16 | ПЗ      | Юле Бранд         | 16 октябрь 2002 (21 лет) |       |      | Вольфсбург                    |
| 17 | Нап     | Клара Бюль        | 7 декабрь 2000 (23 лет)  |       |      | Бавария                       |
| 18 | Нап     | Виьвен Эндеман    | 7 август 2001 (22 лет)   |       |      | Вольфсбург                    |
| 19 | Защ     | Фелиситас Раух    | 24 июль 2001 (23 лет)    |       |      | Норт Каролина Кураж           |
| 21 | Нап     | Николь Аньоми     | 10 февраль 2000 (24 лет) |       |      | Айнтрахт (Франкфурт-на-Майне) |

Групповой этап
| Поз | Команда   | И | В | Н | П | МЗ | МП | РМ | О | Квалификация     |
| --- | --------- | - | - | - | - | -- | -- | -- | - | ---------------- |
| 1   | США       | 3 | 3 | 0 | 0 | 9  | 2  | +7 | 9 | Выход в плей-офф |
| 2   | Германия  | 3 | 2 | 0 | 1 | 8  | 5  | +3 | 6 | Выход в плей-офф |
| 3   | Австралия | 3 | 1 | 0 | 2 | 7  | 10 | −3 | 3 |                  |
| 4   | Замбия    | 3 | 0 | 0 | 3 | 6  | 13 | −7 | 0 |                  |

| Германия                              | 3:0     | Австралия |
| ------------------------------------- | ------- | --------- |
| Хегеринг 24′ · Шюллер 64′ · Бранд 68′ | (отчёт) |           |

| США                                         | 4:1     | Германия  |
| ------------------------------------------- | ------- | --------- |
| Смит 11′, 44′ · Суонсон 26′ · Л.Уильямс 89′ | (отчёт) | Гвинн 22′ |

| Замбия    | 1:4     | Германия                                |
| --------- | ------- | --------------------------------------- |
| Банда 49′ | (отчёт) | Шуллер 10′, 61′ · Бюль 47′ · Зенс 90+5′ |

Четвертьфинал
| Канада                           | 0:0 (доп. вр.) | Германия                                 |
| -------------------------------- | -------------- | ---------------------------------------- |
|                                  | (отчёт)        |                                          |
| Пенальти                         |                |                                          |
| - Квинн · Лоуренс · Леон · Бекки | 2:4            | - Гвинн · Минге · Ломанн · Раух · Бергер |

Полуфинал
| США            | 1:0 (доп. вр.) | Германия |
| -------------- | -------------- | -------- |
| София Смит 95′ | (отчёт)        |          |

Матч за 3 место
| Испания | 0:1     | Германия         |
| ------- | ------- | ---------------- |
|         | (отчёт) | Гвинн 65′ (пен.) |

## Хоккей на траве
Мужская и женская сборные Германии по хоккею на траве завоевали право участвовать в олимпийских турнирах, выиграв Олимпийские квалификационные турниры в Маскате, Оман у мужчин и в Ранчи, Индия у женщин соответственно.
| Команда  | Соревнование   | Групповая стадия | Групповая стадия | Групповая стадия | Групповая стадия | Групповая стадия     | Групповая стадия | Четвертьфиналы         | Полуфиналы            | Финал / За 3 место    | Финал / За 3 место    |
| Команда  | Соревнование   | Соперник Счёт    | Соперник Счёт    | Соперник Счёт    | Соперник Счёт    | Соперник Счёт        | Место            | Соперник Счёт          | Соперник Счёт         | Соперник Счёт         | Место                 |
| -------- | -------------- | ---------------- | ---------------- | ---------------- | ---------------- | -------------------- | ---------------- | ---------------------- | --------------------- | --------------------- | --------------------- |
| Германия | Мужской турнир | Франция В 8–2    | Испания П 0–2    | ЮАР В 5–1        | Нидерланды В 1–0 | Великобритания В 2–1 | 1 Q              | Аргентина В 3–2        | Индия В 3–2           | Нидерланды П 1–1 1–3P | 2                     |
| Германия | Женский турнир | Япония В 2–0     | Нидерланды П 1–2 | Франция В 5–1    | Китай В 4–2      | Бельгия П 0–2        | 3 Q              | Аргентина П 1–1 0–2ПЕН | завершили выступление | завершили выступление | завершили выступление |

### Мужской турнир
Состав команды
Состав команды был объявлен 14 июня 2024 года.
Тренер:  Андре Хеннинг
- Матиас Мюллер ЗЩ
- Матс Грамбуш[англ.] ПЗ
- Лукас Виндведер[англ.] ЗЩ
- Никлас Веллен[англ.] НП
- Йоханнес Гроссе[англ.] ЗЩ
- Тиес Принц[англ.] НП
- Пауль-Филипп Кауфман[англ.] ПЗ
- Тео Хинрикс[англ.] ЗЩ
- Том Грамбуш[англ.] ЗЩ
- Гонсало Пейльят ЗЩ
- Кристофер Рюр[англ.] НП
- Юстус Вейганд[англ.] НП
- Марко Мильткау[англ.] НП
- Мартин Цвикер[англ.] ПЗ
- Ханс Мюллер[англ.] ПЗ
- Мальте Хельвиг[англ.] НП
- Мориц Людвиг[англ.] ЗЩ
- Жан Даннеберг[англ.] ГК

Групповой этап
| Поз | Команда        | И | В | Н | П | МЗ | МП | РМ  | О  | Квалификация   |
| --- | -------------- | - | - | - | - | -- | -- | --- | -- | -------------- |
| 1   | Германия       | 5 | 4 | 0 | 1 | 16 | 6  | +10 | 12 | Четвертьфиналы |
| 2   | Нидерланды     | 5 | 3 | 1 | 1 | 16 | 9  | +7  | 10 | Четвертьфиналы |
| 3   | Великобритания | 5 | 2 | 2 | 1 | 11 | 7  | +4  | 8  | Четвертьфиналы |
| 4   | Испания        | 5 | 2 | 1 | 2 | 11 | 12 | −1  | 7  | Четвертьфиналы |
| 5   | ЮАР            | 5 | 1 | 1 | 3 | 11 | 17 | −6  | 4  |                |
| 6   | Франция (Х)    | 5 | 0 | 1 | 4 | 8  | 22 | −14 | 1  |                |

| 27 июля 2024 17:00                                                                         | \| Германия \| 8:2 Отчет \| Франция \| \| Вейганд 1', 44' · Рюр 7' · Тис Принц 19' · М.Грамбух 21' · Т.Грамбух 22' · Веллен 33', 49' \| Голы \| Массу 15+' · Шарле 59' \| | Ив дю Мануар (Коломб, Париж), поле 1 Судьи: Зик Ньюман (Австралия), Гарет Гринфилд (Новая Зеландия) |
| Германия                                                                                   | 8:2 Отчет | Франция                                                                                             |
| Вейганд 1', 44' · Рюр 7' · Тис Принц 19' · М.Грамбух 21' · Т.Грамбух 22' · Веллен 33', 49' | Голы | Массу 15+' · Шарле 59'                                                                              |

| 28 июля 2024 17:00 | \| Германия \| 0:2 Отчет \| Испания \| \| \| Голы \| Бастерра 32' · Цунилл 53' \| | Ив дю Мануар (Коломб, Париж), поле 1 Судьи: Йонас Ван'Т Хек (Нидерланды), Мартин Мэдден (Великобритания) |
| Германия           | 0:2 Отчет                                                                         | Испания                                                                                                  |
|                    | Голы                                                                              | Бастерра 32' · Цунилл 53'                                                                                |

| 30 июля 2024 10:30 | \| ЮАР \| 1:5 Отчет \| Германия \| | Ив дю Мануар (Коломб, Париж), поле 2 Судьи: Дэн Барстоу (Великобритания), Рагу Прасад (Индия) |
| ЮАР                | 1:5 Отчет                          | Германия                                                                                      |

| 31 июля 2024 17:30 | \| Германия \| 1:0 Отчет \| Нидерланды \| | Ив дю Мануар (Коломб, Париж), поле 2 Судьи: Мартин Мэдден (Великобритания), Дэвид Томлинсон (Новая Зеландия) |
| Германия           | 1:0 Отчет                                 | Нидерланды                                                                                                   |

| 2 августа 2024 20:15 | \| Великобритания \| 1:2 Отчет \| Германия \| | Ив дю Мануар (Коломб, Париж), поле 2 Судьи: Коэн ван Бюнге (Нидерланды), Гарет Гринфилд (Новая Зеландия) |
| Великобритания       | 1:2 Отчет                                     | Германия                                                                                                 |

Четвертьфинал
| 4 августа 2024 20:00                   | \| Германия \| 3:2 Отчет \| Аргентина \| \| Хинрихс 9' · Пейльят 24' · Вейганд 54' \| Голы \| Каселла 11' · Маццильи 48' \| | Ив дю Мануар (Коломб, Париж), поле 1 Судьи: Зак Ньюман (Австралия), Давид Томлинсон (Новая Зеландия) |
| Германия                               | 3:2 Отчет | Аргентина                                                                                            |
| Хинрихс 9' · Пейльят 24' · Вейганд 54' | Голы | Каселла 11' · Маццильи 48'                                                                           |

Полуфинал
| 6 августа 2024 19:00                | \| Германия \| 3 : 2 Отчет \| Индия \| \| Пейльят 18' · Рюр 27' · Милткау 54' \| Голы \| Харманприт 7' · Сукджиет 36' \| | Ив дю Мануар (Коломб, Париж), поле 1 Судьи: Коэн Ван Бунге (Нидерланды), Гарет Гринфилд (Новая Зеландия) |
| Германия                            | 3 : 2 Отчет | Индия |
| Пейльят 18' · Рюр 27' · Милткау 54' | Голы | Харманприт 7' · Сукджиет 36'                                                                             |

Финал
| 8 августа 2024 19:00 | \| Германия \| 1 : 1 д.в., п. 1 : 3 Отчет \| Нидерланды \| \| Принц 50' \| Голы \| Бринкман 46' \| | Ив дю Мануар (Коломб, Париж), поле 1 Судьи: Мартин Мадден (Великобритания), Стив Роджерс (Австралия) |
| Германия             | 1 : 1 д.в., п. 1 : 3 Отчет                                                                         | Нидерланды                                                                                           |
| Принц 50'            | Голы                                                                                               | Бринкман 46'                                                                                         |

### Женский турнир
Состав команды
Состав команды был объявлен 13 июня 2024 года.
Тренер:  Валентин Альтенбург
| №  | Позиция | Игрок                | Дата рождения / возраст   | Матчи | Голы | Клуб                |
| -- | ------- | -------------------- | ------------------------- | ----- | ---- | ------------------- |
| 2  | Защ     | Кира Хорн            | 12 февраль 1995 (29 лет)  | 87    | 3    | Club ander Alster   |
| 3  | Защ     | Амели Вортман        | 21 октябрь 1996 (27 лет)  | 108   | 5    | UHC Hamburg         |
| 4  | Защ     | Нике Лоренц (К)      | 12 март 1997 (27 лет)     | 178   | 78   | Rot-Weiss Köln      |
| 5  | ПЗ      | Селин Оруц           | 5 февраль 1997 (27 лет)   | 160   | 7    | Düsseldorfer HC     |
| 6  | Защ     | Бенедетта Венцель    | 31 март 1997 (27 лет)     | 50    | 2    | Berliner HC         |
| 8  | ПЗ      | Анна Шрёдер          | 11 сентябрь 1994 (29 лет) | 207   | 31   | Club ander Alster   |
| 10 | ПЗ      | Лиза Нольте          | 5 февраль 2001 (23 лет)   | 34    | 6    | Düsseldorfer HC     |
| 11 | Нап     | Лена Михель          | 29 апрель 1998 (26 лет)   | 108   | 20   | UHC Hamburg         |
| 12 | Нап     | Шарлотта Штапенгорст | 15 июнь 1995 (29 лет)     | 169   | 84   | Zehlendorfer Wespen |
| 15 | Вр      | Натали Кубальски     | 3 сентябрь 1993 (30 лет)  | 49    | 0    | Nijmegen            |
| 16 | ПЗ      | Соня Циммерман       | 15 июнь 1999 (25 лет)     | 98    | 27   | Amsterdam           |
| 22 | ПЗ      | Сесиль Пипер         | 31 август 1994 (29 лет)   | 197   | 0    |                     |
| 23 |         | Эмма Давидсмайер     | 30 март 1999 (25 лет)     | 39    | 0    |                     |
| 25 | Защ     | Виктория Хузе        | 24 октябрь 1995 (28 лет)  | 117   | 20   | Club ander Alster   |
| 26 | ПЗ      | Фелисия Видерман     | 28 январь 2002 (22 лет)   | 21    | 3    | Rot-Weiss Köln      |
| 27 | Защ     | Стине Курц           | 20 май 2000 (24 лет)      | 34    | 3    | Mannheimer HC       |
| 28 | Нап     | Йетте Флешютц        | 23 октябрь 2002 (21 лет)  | 60    | 18   | Großflottbeker THGC |
| 31 | ПЗ      | Линнеа Видман        | 15 сентябрь 2003 (20 лет) | 43    | 0    | Berliner HC         |

Групповой этап
| Поз | Команда     | И | В | Н | П | МЗ | МП | РМ  | О  | Квалификация   |
| --- | ----------- | - | - | - | - | -- | -- | --- | -- | -------------- |
| 1   | Нидерланды  | 5 | 5 | 0 | 0 | 19 | 5  | +14 | 15 | Четвертьфиналы |
| 2   | Бельгия     | 5 | 4 | 0 | 1 | 13 | 4  | +9  | 12 | Четвертьфиналы |
| 3   | Германия    | 5 | 3 | 0 | 2 | 12 | 7  | +5  | 9  | Четвертьфиналы |
| 4   | Китай       | 5 | 2 | 0 | 3 | 15 | 10 | +5  | 6  | Четвертьфиналы |
| 5   | Япония      | 5 | 1 | 0 | 4 | 2  | 15 | −13 | 3  |                |
| 6   | Франция (Х) | 5 | 0 | 0 | 5 | 4  | 24 | −20 | 0  |                |

| 28 июля 2024 10:30           | \| Германия \| 2:0 Отчет \| Япония \| \| Стапенхорст 12' · Лоренц 56' \| Голы \| \| | Ив дю Мануар (Коломб, Париж), поле 2 Судьи: Элисон Кио (Ирландия), Сара Уилсон (Великобритания) |
| Германия                     | 2:0 Отчет                                                                           | Япония                                                                                          |
| Стапенхорст 12' · Лоренц 56' | Голы                                                                                |                                                                                                 |

| 29 июля 2024 19:45 | \| Германия \| 1:2 Отчет \| Нидерланды \| | Ив дю Мануар (Коломб, Париж), поле 1 Судьи: Эмбер Чёрч (Новая Зеландия), Элейша Ньюман (Австралия) |
| Германия           | 1:2 Отчет                                 | Нидерланды                                                                                         |

| 31 июля 2024 12:45 | \| Франция \| 1:5 Отчет \| Германия \| | Ив дю Мануар (Коломб, Париж), поле 1 Судьи: Аннелиз Рострон (ЮАР), Эми Ямада (Япония) |
| Франция            | 1:5 Отчет                              | Германия                                                                              |

| 2 августа 2024 10:00 | \| Китай \| 2:4 Отчет \| Германия \| | Ив дю Мануар (Коломб, Париж), поле 1 Судьи: Сара Уилсон (Великобритания), Аннелиз Рострон (ЮАР) |
| Китай                | 2:4 Отчет                            | Германия                                                                                        |

| 3 августа 2024 19:45 | \| Германия \| 0:2 Отчет \| Бельгия \| | Ив дю Мануар (Коломб, Париж), поле 1 Судьи: Ирене Пресенки (Аргентина), Ванри Вентер (ЮАР) |
| Германия             | 0:2 Отчет                              | Бельгия                                                                                    |

Четвертьфинал
| 5 августа 2024 12:30   | \| Аргентина \| 1:1 д.в., п. 2:0 Отчет \| Германия \| \| Тринчинетти 59' \| Голы \| Хузе 57' \| \| Касас · Янкунас · Диас \| Пенальти \| Вейдеман · Хузе · Флешутц · Циммерман \| | Ив дю Мануар (Коломб, Париж), поле 1 Судьи: Лорен Дельфорге (Бельгия), Элейша Ньюман (Австралия) |
| Аргентина              | 1:1 д.в., п. 2:0 Отчет | Германия                                                                                         |
| Тринчинетти 59'        | Голы | Хузе 57'                                                                                         |
| Касас · Янкунас · Диас | Пенальти | Вейдеман · Хузе · Флешутц · Циммерман                                                            |